# Liste der Biografien/Sau
Liste der Biografien |
Portal Biografien |
Personensuche
# |
A |
B |
C |
D |
E |
F |
G |
H |
I |
J |
K |
L |
M |
N |
O |
P |
Q |
R |
S |
T |
U |
V |
W |
X |
Y |
Z |
?
 
Sa |
Sb |
Sc |
Sd |
Se |
Sf |
Sg |
Sh |
Si |
Sj |
Sk |
Sl |
Sm |
Sn |
So |
Sp |
Sq |
Sr |
Ss |
St |
Su |
Sv |
Sw |
Sy |
Sz
 
Saa |
Sab |
Sac |
Sad |
Sae |
Saf |
Sag |
Sah |
Sai |
Saj |
Sak |
Sal |
Sam |
San |
Sao |
Sap |
Saq |
Sar |
Sas |
Sat |
Sau |
Sav |
Saw |
Sax |
Say |
Saz
Die Liste der Biografien führt alle Personen auf, die in der deutschsprachigen Wikipedia einen Artikel haben. Dieses ist eine Teilliste mit 849 Einträgen von Personen, deren Namen mit den Buchstaben „Sau“ beginnt.

## Sau
- Sau, Marco (* 1987), italienischer Fußballspieler
- Sau, Olev (1929–2015), estnischer Komponist

### Saub
- Sauber, Fritz (1884–1949), deutscher Politiker (SPD, USPD, KPD)
- Sauber, Peter (* 1943), Schweizer Formel-1-RennstallbesitzerPeter Sauber (* 1943)

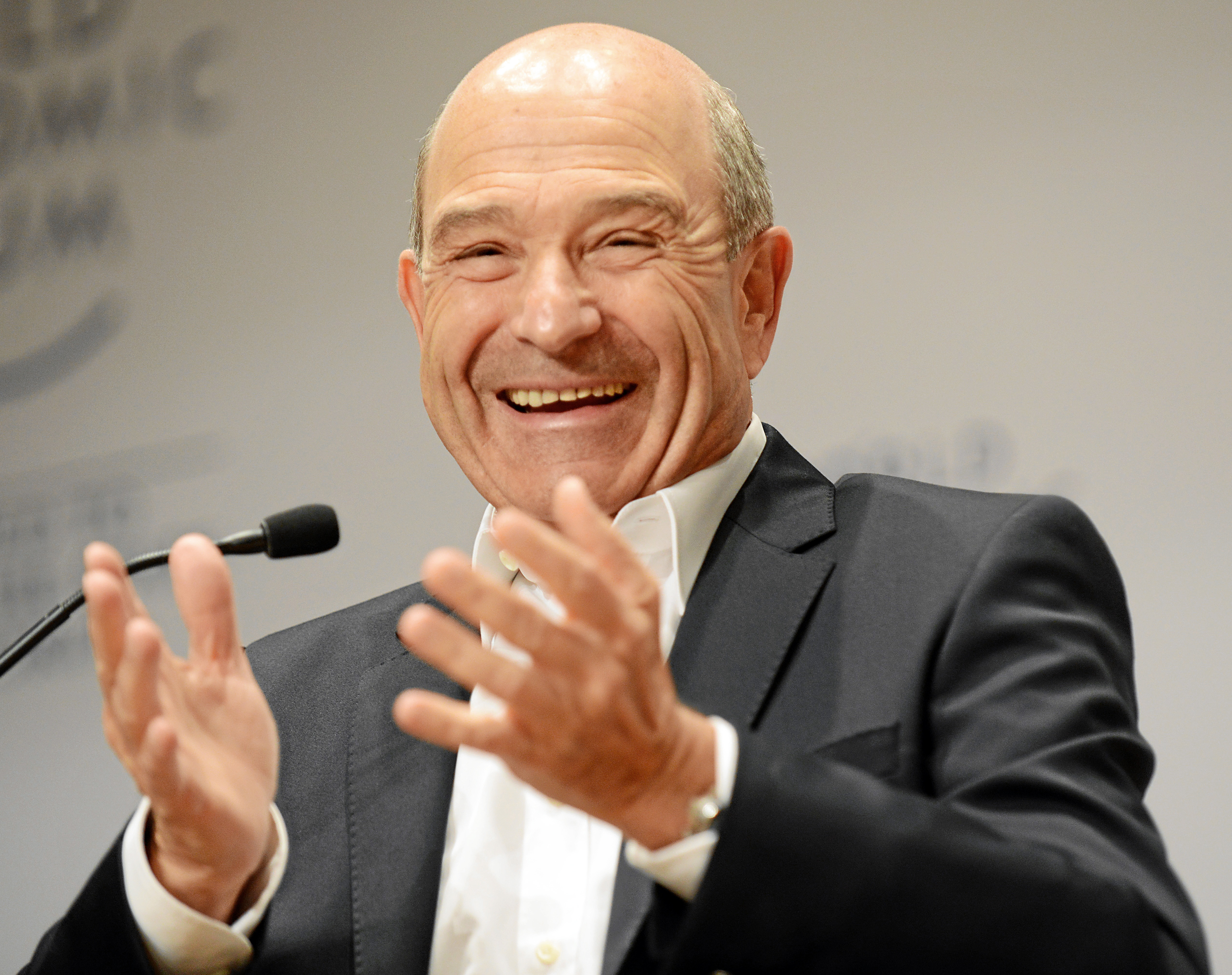
Peter Sauber (* 1943)

- Sauber, Werner (1947–1975), Schweizer Filmemacher, Terrorist der Bewegung 2. Juni
- Sauberer, Franz (1899–1959), österreichischer Klimatologe
- Sauberer, Franz-Josef (1904–1944), österreichischer Bergsteiger
- Säuberli, Hans (* 1938), Schweizer Viszeralchirurg
- Säuberli, Jack (* 1947), Schweizer Musiker und Komponist
- Säuberlich, Günther Albin (1864–1946), deutscher evangelisch-lutherischer Missionar
- Säuberlich, Heinrich Ferdinand (1808–1885), deutscher Lehrer und Landtagsabgeordneter
- Säuberlich, Kurt (1904–1971), deutscher Metallurg und Politiker (NSDAP), MdV
- Säuberlich, Lu (1911–1976), deutsche Schauspielerin und Synchronsprecherin
- Säuberlich, Otto (1853–1928), deutscher Verleger
- Sauberschwarz, Lucas (* 1980), deutscher Unternehmer
- Saubert, Jean (1942–2007), US-amerikanische Skirennläuferin
- Saubert, Johannes der Ältere (1592–1646), lutherischer Theologe und Stadtbibliothekar in Nürnberg
- Saubert, Johannes der Jüngere (1638–1688), lutherischer Theologe und Orientalist
- Sauberzweig, Dieter (1925–2005), deutscher Politiker (SPD) und Kulturwissenschaftler
- Sauberzweig, Hans von (1889–1978), evangelischer Theologe, Pfarrer und Superintendent
- Sauberzweig, Karl-Gustav (1899–1946), deutscher Offizier, Generalleutnant der Waffen-SS
- Sauberzweig, Traugott von (1863–1920), preußischer Generalleutnant im Ersten WeltkriegTraugott von Sauberzweig (1863–1920)

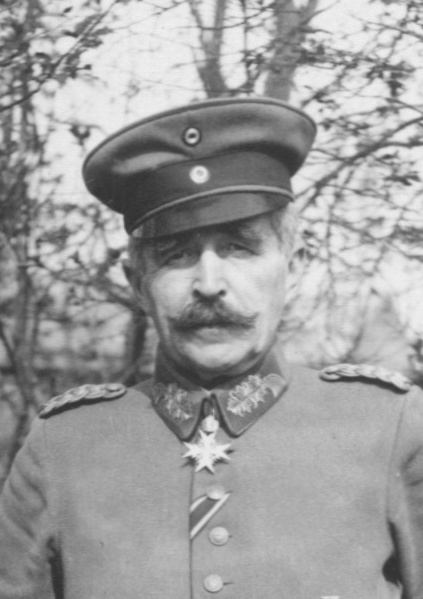
Traugott von Sauberzweig (1863–1920)

- Sauberzweig-Schmidt, Gabriel (1859–1906), deutscher Pfarrer, Missionsinspektor und theologischer Lehrer
- Saubich, Joan (* 1989), spanischer Handballspieler
- Saubidet Birkner, Bautista (* 1995), argentinischer Segler
- Saubidet Birkner, Francisco Cruz (* 1998), argentinischer Windsurfer
- Saubonne, Michelle de (1485–1549), französische Humanistin
- Saubot, Roger (1931–1999), französischer Architekt

### Sauc
- Sauca, Ioan (* 1956), rumänischer Theologe und Hochschullehrer
- Sauca, Lucia (1963–2013), rumänische Ruderin
- Sauca, Valentina (* 1968), deutsche Schauspielerin, Theaterschauspielerin, Moderatorin und Model
- Sauce, Ángel (1911–1995), venezolanischer Geiger, Dirigent, Chorleiter und Komponist
- Sauce, Wilhelm de la (1882–1955), deutscher Bergingenieur und Manager in der Montanwirtschaft
- Saucedo, Cirilo (* 1982), mexikanischer Fußballspieler
- Saucedo, Danny (* 1986), schwedischer Sänger und Liedermacher
- Saucedo, Francisco de († 1520), spanischer Konquistador
- Saucedo, Luz (* 1983), mexikanische Fußballspielerin
- Saucedo, Ulises (1896–1963), bolivianischer Fußballtrainer und -schiedsrichter
- Saucerotte, Françoise Marie Antoinette (1756–1815), französische Theaterschauspielerin
- Saucier, Jocelyne (* 1948), kanadische Schriftstellerin
- Saucier, Joseph (1869–1941), kanadischer Sänger (Bariton), Chorleiter und Pianist
- Saucier, Marcel (1912–1997), kanadischer Geiger, Komponist und Musikpädagoge
- Saucier, Moïse (1840–1912), kanadischer Pianist, Organist und Musikpädagoge
- Saucke, Kurt (1895–1970), deutscher Buchhändler und Verleger
- Sauckel, Fritz (1894–1946), deutscher Politiker (NSDAP), MdRFritz Sauckel (1894–1946)

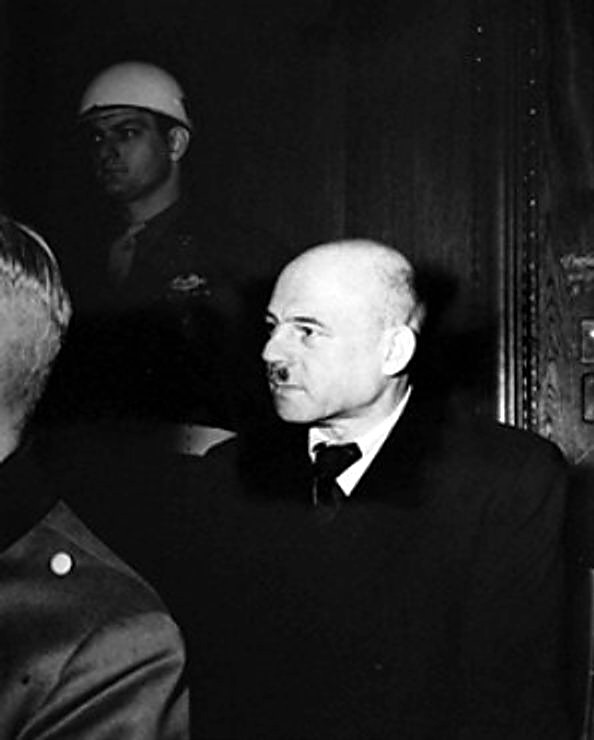
Fritz Sauckel (1894–1946)

- Saucken, Dietrich von (1892–1980), deutscher General der Panzertruppe im Zweiten Weltkrieg
- Saucken, Ernst von (1856–1920), ostpreußischer Maler und Komponist
- Saucken, Karl von (1822–1871), preußischer Rittergutsbesitzer und Politiker
- Saucken, Oskar von (1833–1910), deutscher Gutsbesitzer und Politiker
- Saucken, Reinhold von (1889–1966), deutscher Diplomat
- Saucken-Julienfelde, August von (1798–1873), deutscher Gutsbesitzer und Politiker
- Saucken-Julienfelde, Konstanz von (1826–1891), deutscher Gutsbesitzer und Politiker (DFP), MdR
- Saucken-Tarputschen, Ernst Friedrich Fabian von (1791–1854), deutscher Gutsbesitzer und Politiker
- Saucken-Tarputschen, Kurt von (1825–1890), deutscher Rittergutsbesitzer und Politiker (DFP), MdR
- Saucy, Grégoire (* 1999), Schweizer Automobilrennfahrer
- Saucy, Robert (1930–2015), US-amerikanischer Bibelgelehrter

### Saud
- Saud al-Qahtani, saudischer Beamter
- Saud bin Abdul Muhsin Al Saud (* 1947), saudi-arabischer Botschafter in Portugal
- Saud bin Khalid bin Faisal Al Saud, saudi-arabischer Politiker und Mitglied der Königsfamilie
- Saud bin Naif (* 1956), saudi-arabischer Politiker und Mitglied des Hauses Saud
- Saud I. ibn Abd al-Aziz (1748–1814), Imam der Wahhabiten (1803–1814)
- Saud ibn Abd al-Aziz (1902–1969), saudi-arabischer König (1953–1964)
- Saud ibn Faisal (1940–2015), saudi-arabischer Politiker
- Saud II. ibn Faisal († 1873), Imam der Wahhabiten (1871–1873)
- Saud Nasir as-Sabah (1944–2012), kuwaitischer Diplomat
- Saud, Abd al-Aziz ibn (1875–1953), Gründer des modernen Königreichs Saudi-ArabienAbd al-Aziz ibn Saud (1875–1953)

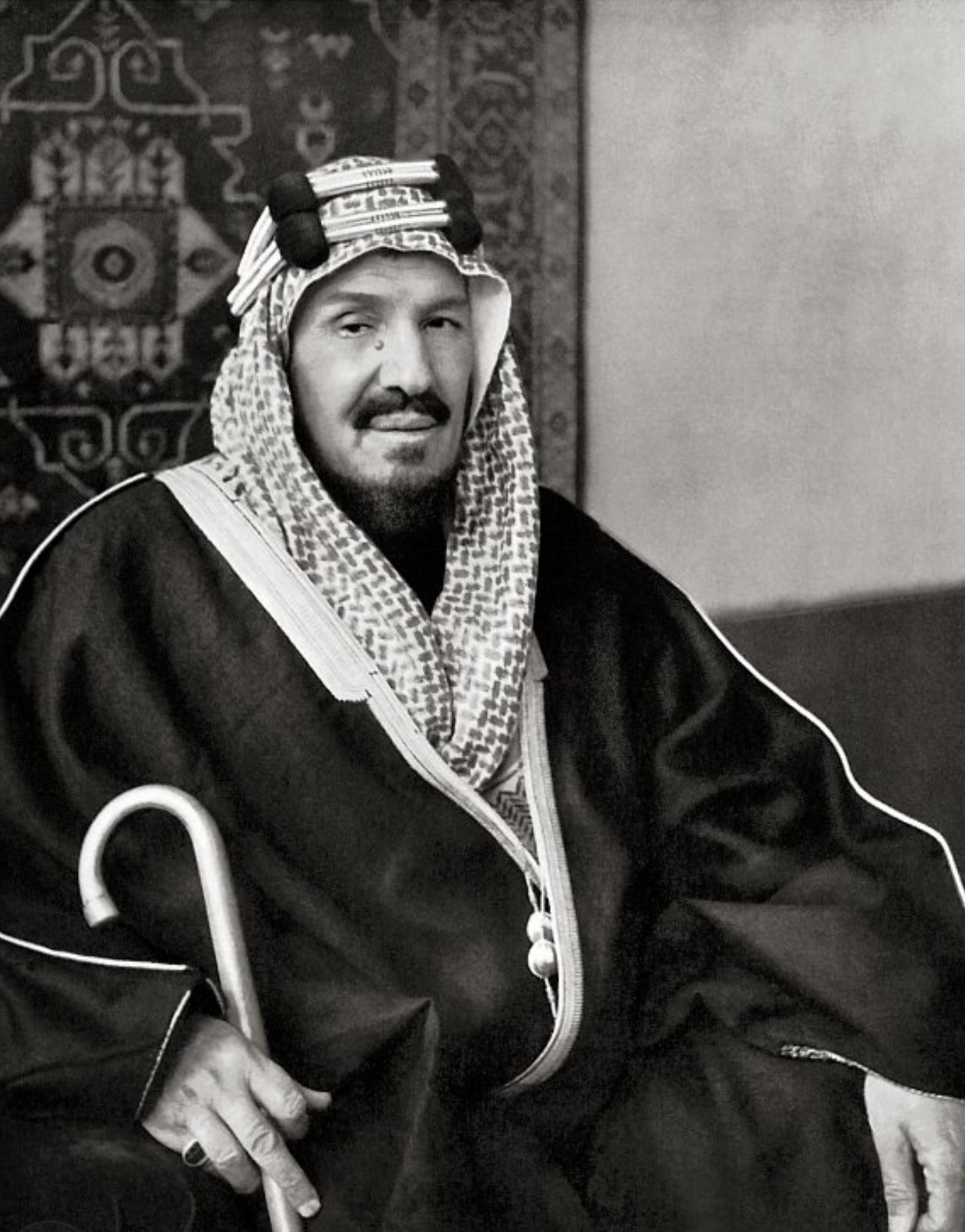
Abd al-Aziz ibn Saud (1875–1953)

- Saud, Abdullah Ibn Mutaib Al (* 1984), saudi-arabischer Prinz und Reitsportler
- Saud, Basmah bint (* 1964), saudi-arabisches Mitglied der Dynastie der Saud, Unternehmerin und Menschenrechtsaktivistin
- Saudabajew, Qanat (* 1946), kasachischer Außenminister
- Saudan, Françoise (* 1939), Schweizer Politikerin (FDP)
- Saudargas, Algirdas (* 1948), litauischer Politiker, MdEP und Außenminister
- Saudargas, Paulius (* 1979), litauischer Politiker, Mitglied des Seimas
- Saudé, Philippe (* 1960), französischer Radrennfahrer
- Saudek, Emil (1876–1941), tschechischer Übersetzer
- Saudek, Jan (* 1935), tschechischer Fotograf
- Saudek, Robert (1880–1935), deutscher Graphologe, Diplomat und Schriftsteller
- Saudek, Robert (1911–1997), US-amerikanischer Film- und Fernsehproduzent
- Saudek, Rudolf (1880–1965), böhmischer bzw. tschechischer Bildhauer und Grafiker
- Saudek, Vojtěch (1951–2003), tschechischer Komponist
- Saudelli, Franco (* 1952), italienischer Comiczeichner und -autor
- Sauder, Gerhard (* 1938), deutscher Germanist und Literaturwissenschaftler
- Sauder, Régis (* 1971), französischer Dokumentarfilmer
- Saudi, Mona (1945–2022), jordanische Bildhauerin, Verlegerin und Kunstaktivistin
- Saudland, Gisle Meininger (* 1986), norwegischer Politiker
- Saudray, Jean (1928–2002), französischer Theater, Fernseh- und Filmschauspieler
- Saudreau, Michel (1928–2007), französischer Geistlicher, Bischof von Le Havre

### Saue
- Saue, Eveli (* 1984), estnische Biathletin

#### Sauer
- Sauer, Adolf (1852–1932), deutscher Mineraloge und Geologe
- Sauer, Adrian (* 1976), deutscher Fotograf
- Sauer, Albert (1898–1945), Lagerkommandant des KZ Mauthausen
- Sauer, Albert (1902–1981), deutscher Politiker (Zentrum, CDU), MdL, Oberbürgermeister von Ravensburg. Kultusminister des Landes Württemberg-Hohenzollern
- Sauer, Albert (1911–1993), deutscher Lehrer, westfälischer Autor und Heimatforscher
- Sauer, Alexander (* 1976), deutscher Hochschullehrer
- Sauer, Alfred (1880–1943), US-amerikanischer Fechter
- Sauer, Alois (1883–1961), böhmisch-tschechoslowakischer Politiker
- Sauer, Anne (* 1991), deutsche Florettfechterin und deutsche MeisterinAnne Sauer (* 1991)

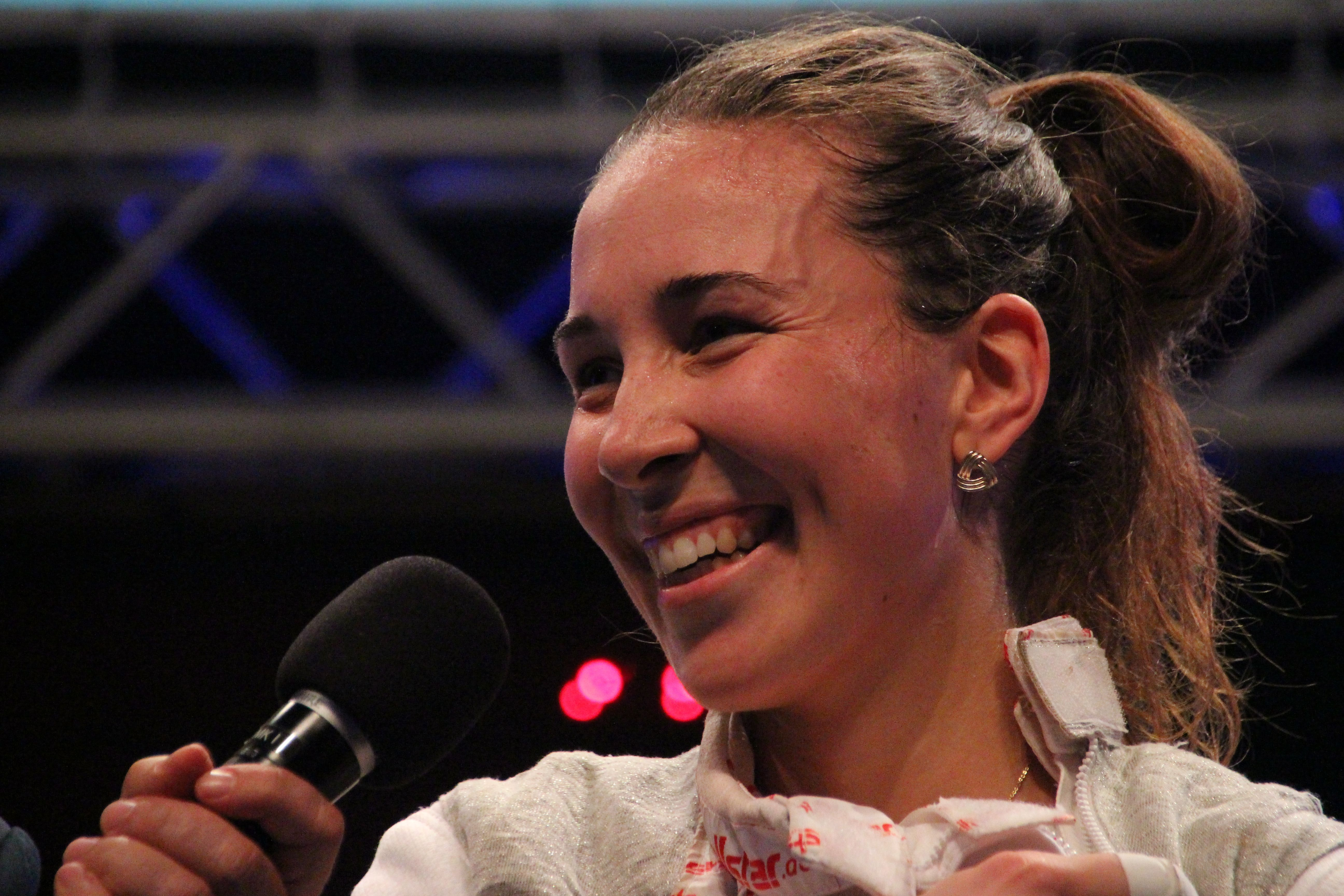
Anne Sauer (* 1991)

- Sauer, Anni (1906–1989), deutsche Tanzpädagogin
- Sauer, Arthur (1874–1946), deutscher Chemiker, Unternehmer und Mäzen
- Sauer, August (1855–1926), österreichischer Germanist und Literaturwissenschaftler
- Sauer, Beate (* 1966), deutsche Schriftstellerin
- Sauer, Benedikt (* 1960), italienischer Journalist und Sachbuchautor (Südtirol)
- Sauer, Bernhard (* 1949), deutscher Historiker
- Sauer, Birgit (* 1957), Universitätsprofessorin und Geschlechterforscherin im Bereich der Politikwissenschaften
- Sauer, Bonifatius (1877–1950), deutscher Ordensgeistlicher
- Sauer, Brigitte (1948–2023), deutsche Politikerin (CDU), MdBB
- Sauer, Bruno (1861–1919), deutscher Klassischer Archäologe
- Sauer, Carl O. (1889–1975), US-amerikanischer Geograph
- Sauer, Christian (* 1963), deutscher Journalist, Coach und Buchautor
- Sauer, Christian (* 1987), deutscher Koch
- Sauer, Christiane (* 1968), deutsche Architektin und Hochschullehrerin
- Sauer, Christof (* 1963), deutscher Pfarrer, Religions- und Missionswissenschaftler
- Sauer, Daniel (* 1981), deutscher Handballspieler
- Sauer, David (* 1988), deutscher Fernsehjournalist und Auslandskorrespondent
- Sauer, David (* 1998), österreichischer Fußballspieler
- Sauer, Dieter (* 1944), deutscher Sozialwissenschaftler
- Sauer, Eberhard (1886–1967), deutscher Chemiker und Hochschullehrer
- Sauer, Emil von (1862–1942), deutscher Komponist, Pianist und MusikpädagogeEmil von Sauer (1862–1942)

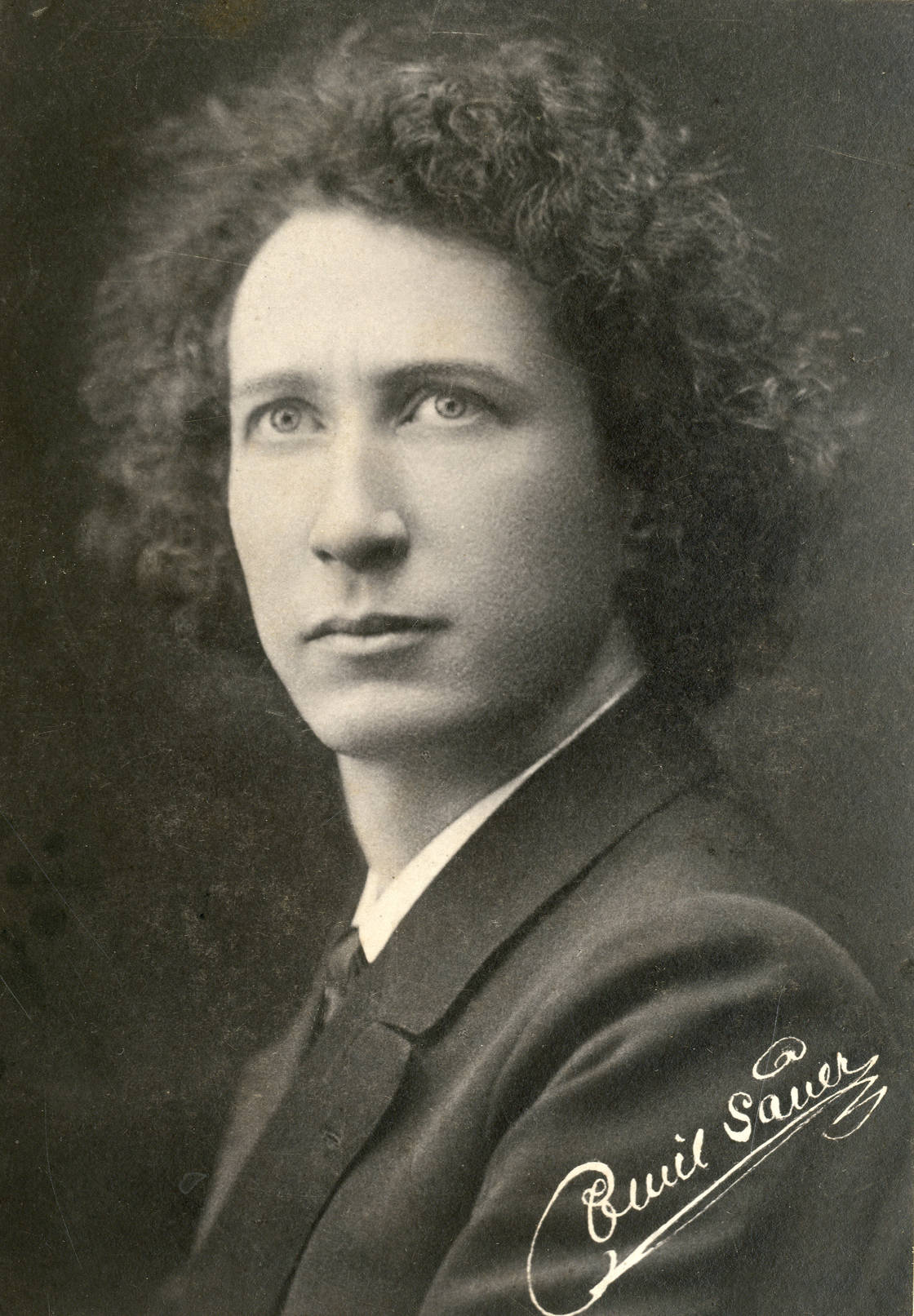
Emil von Sauer (1862–1942)

- Sauer, Emil von (1889–1967), deutscher Jurist und Rechtsanwalt
- Sauer, Emilie (1874–1959), deutsche Wirtin und Studentenmutter
- Sauer, Erich (1898–1959), deutscher evangelischer Theologe, Leiter der Bibelschule Wiedenest und Autor der Brüderbewegung
- Sauer, Erich (1917–2001), deutscher Politiker (CSU), MdL
- Sauer, Erich (* 1931), deutscher Bildhauer
- Sauer, Ernst (1799–1873), deutscher Orgelbauer in Friedland in Mecklenburg
- Sauer, Ernst (1923–1988), deutscher Bildhauer
- Sauer, Eva (* 1995), deutsche Ringerin
- Sauer, Ewald (1881–1957), deutscher Gewerkschafter und Politiker (DNVP), MdR
- Sauer, Florian (* 1990), deutscher Grasskiläufer
- Sauer, Frank (* 1959), deutscher Kabarettist/Comedian und Schauspieler
- Sauer, Frank (* 1980), deutscher PolitikwissenschaftlerFrank Sauer (* 1980)

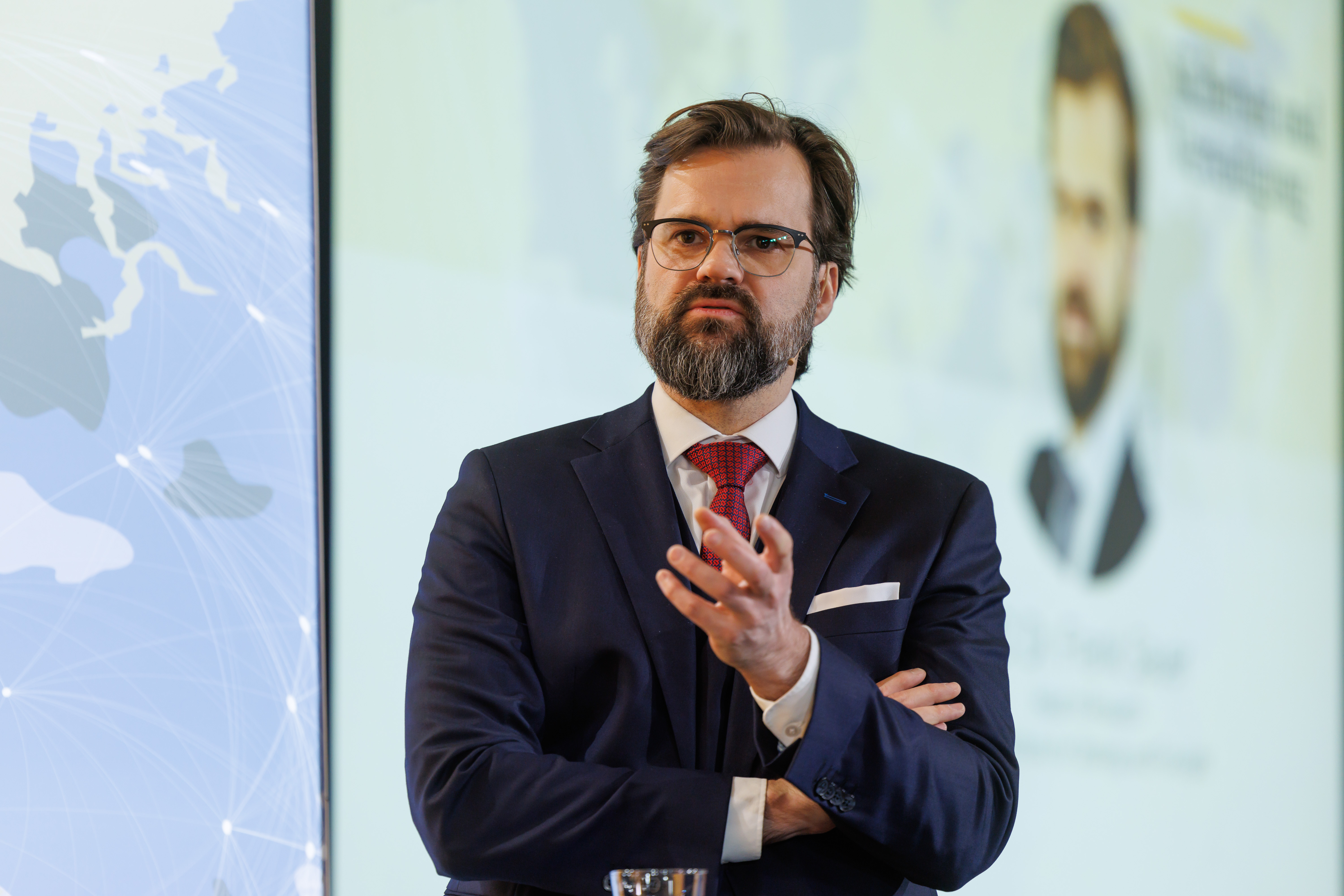
Frank Sauer (* 1980)

- Sauer, Franz (1894–1962), österreichischer Organist und Musikpädagoge
- Sauer, Franz Ludwig (1893–1950), deutscher Politiker (BVP, CSU), MdL Bayern
- Sauer, Fred (1886–1952), österreichischer Schauspieler, Regisseur und Drehbuchautor
- Sauer, Frieder (1934–2000), deutscher Biochemiker, Biologe und Naturfotograf
- Sauer, Friedrich Adolf (1765–1839), deutscher römisch-katholischer Pfarrer, Pädagoge und Schulreformer
- Sauer, Fritz (* 1872), deutscher Kunstturner
- Sauer, Fritz (1904–1938), deutscher Kommunist
- Sauer, Georg (1864–1921), russlanddeutscher römisch-katholischer Geistlicher und Märtyrer
- Sauer, Georg (1926–2012), deutscher Theologe (evangelisch)
- Sauer, George junior (1943–2013), US-amerikanischer American-Football-Spieler
- Sauer, Gunnar (* 1964), deutscher Fußballspieler
- Sauer, Günther (1919–1990), deutscher Schauspieler, Synchron- und Hörspielsprecher sowie Synchronregisseur
- Sauer, Hanjo (* 1944), deutscher römisch-katholischer Theologe
- Sauer, Hanno (* 1983), deutscher Philosoph und Autor
- Sauer, Hans (1894–1934), deutscher Politiker (NSDAP), MdR
- Sauer, Hans (1908–1966), deutscher Politiker (SPD), MdL
- Sauer, Hans (1923–1996), deutscher Erfinder
- Sauer, Hans (1946–2022), deutscher Anglist
- Sauer, Hans Dietmar (* 1941), deutscher Manager, Vorstandsvorsitzender der Landesbank Baden-Württemberg (LBBW) (2001–2004)
- Sauer, Hedda (1875–1953), deutsche Dichterin und Übersetzerin in Prag
- Sauer, Heiko (* 1976), deutscher Rechtswissenschaftler
- Sauer, Heinrich (1891–1952), deutscher Philosoph
- Sauer, Heinrich (1905–1966), deutscher Politiker (NSDAP), MdR
- Sauer, Heinrich (1917–2002), deutscher Schauspieler und Hörspielsprecher
- Sauer, Heinrich (1920–1993), deutscher Internist
- Sauer, Heinz (* 1932), deutscher Jazz-Saxophonist und -Komponist
- Sauer, Heinz-Christian (* 1943), österreichischer Rundfunkmoderator
- Sauer, Helmut (1945–2024), deutscher Politiker (CDU), MdB
- Sauer, Hertha (1896–1974), deutsche Klassische Archäologin
- Sauer, Igor Maximilian (* 1970), deutscher Chirurg und Hochschullehrer
- Sauer, James A. (1945–1999), US-amerikanischer Vorderasiatischer Archäologe
- Sauer, Joachim (* 1949), deutscher Quantenchemiker, Physikochemiker und ProfessorJoachim Sauer (* 1949)

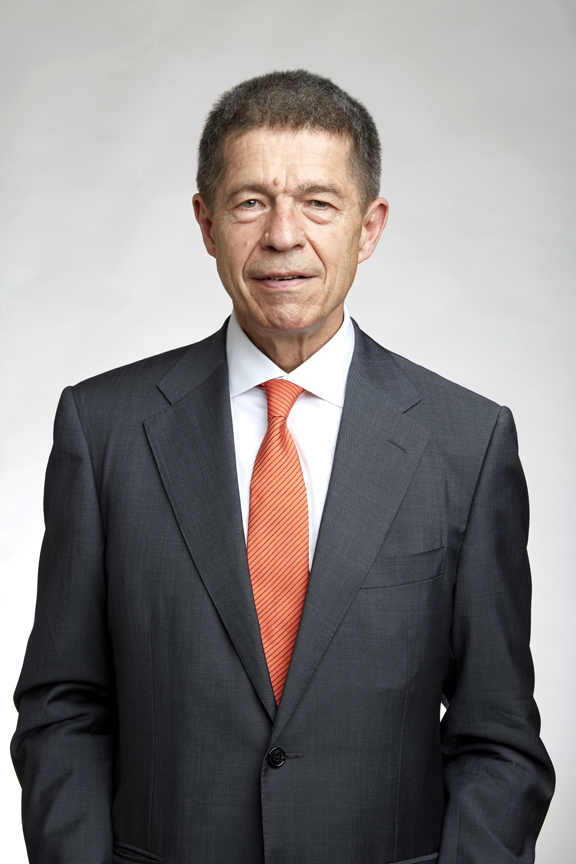
Joachim Sauer (* 1949)

- Sauer, Johann (1805–1881), Gutsbesitzer und Mitglied der Landstände des Großherzogtums Hessen
- Sauer, Johann Christoph († 1757), erster deutscher Buchdrucker in Nordamerika
- Sauer, Johann Jakob, deutscher Mediziner und Physicus in Würzburg
- Sauer, Jörg (* 1963), deutscher Verwaltungswirt und Politiker (SPD)
- Sauer, Jörg Uwe (* 1963), deutscher Schriftsteller und Journalist
- Sauer, Joscha (* 1978), deutscher CartoonistJoscha Sauer (* 1978)

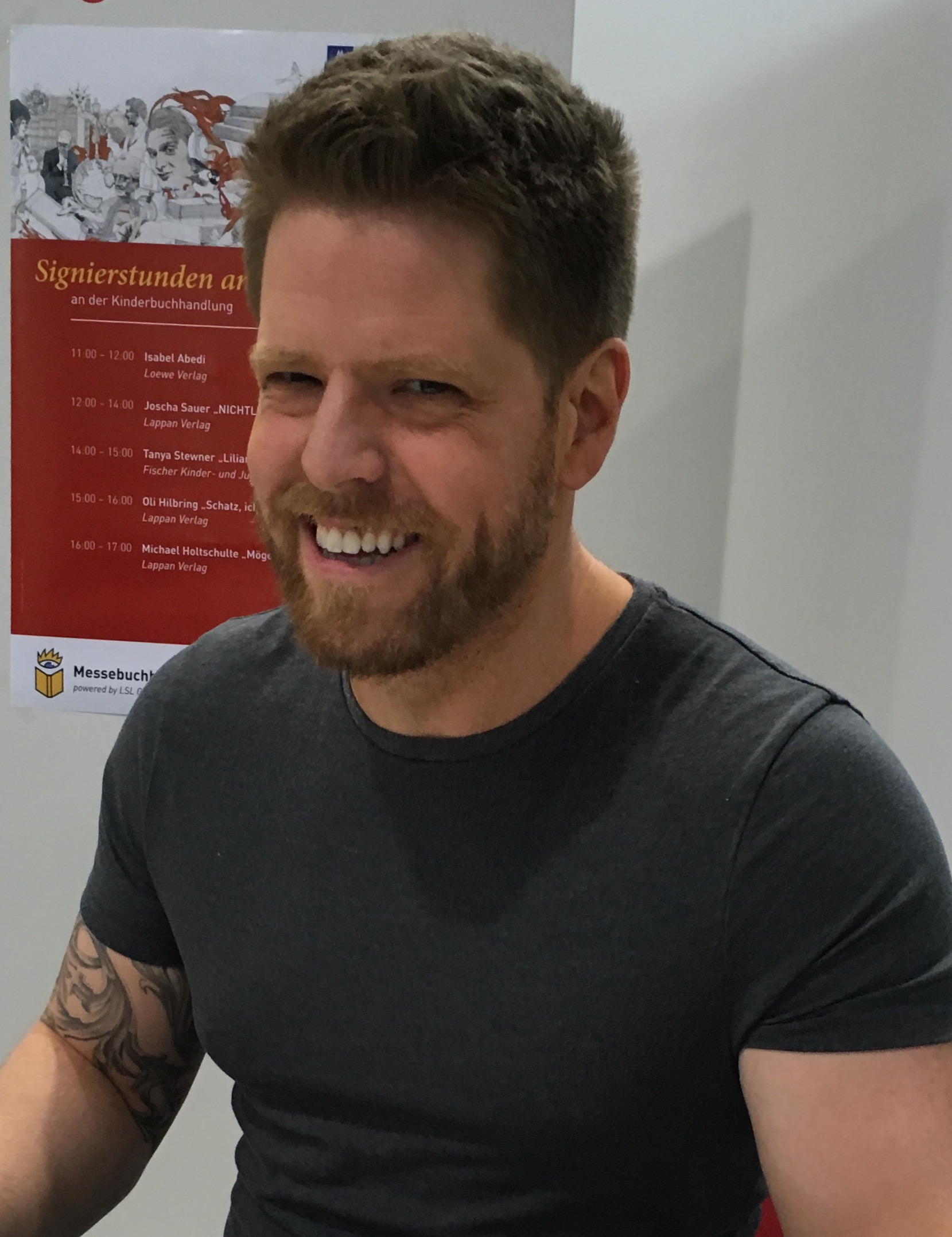
Joscha Sauer (* 1978)

- Sauer, Josef (1893–1967), deutscher Zeichner und Karikaturist
- Sauer, Joseph (1803–1868), deutscher katholischer Geistlicher und Theologe
- Sauer, Joseph (1872–1949), deutscher Theologe, Christlicher Archäologe und Kunsthistoriker
- Sauer, Jürgen (1931–2011), deutscher Chemiker
- Sauer, Jutta (* 1944), deutsche Autorin und Herausgeberin
- Sauer, Kai (* 1967), finnischer Diplomat
- Sauer, Karl (1862–1930), deutscher Jurist und Heimatforscher
- Sauer, Karl Theodor von (1834–1911), bayerischer General der Artillerie
- Sauer, Karl-Ludwig (* 1949), deutscher Künstler
- Sauer, Kiki (* 1965), deutsche Musikerin und Texterin
- Sauer, Klaus Peter (1941–2022), deutscher Evolutionsbiologe
- Sauer, Kurt (1917–1986), deutscher Geologe
- Sauer, Kurt (1926–2018), deutscher Maler
- Sauer, Kurt (* 1981), US-amerikanischer Eishockeyspieler
- Sauer, Leo (* 2005), slowakischer Fußballspieler
- Sauer, Leopold, Instrumentenmacher und Orgelbauer in Prag
- Sauer, Lothar (1930–2018), deutscher Autor, Übersetzer und Fotograf
- Sauer, Ludwig (1861–1940), deutscher Organist und Komponist
- Sauer, Lukas (* 1991), deutscher Schauspieler und ModelLukas Sauer (* 1991)

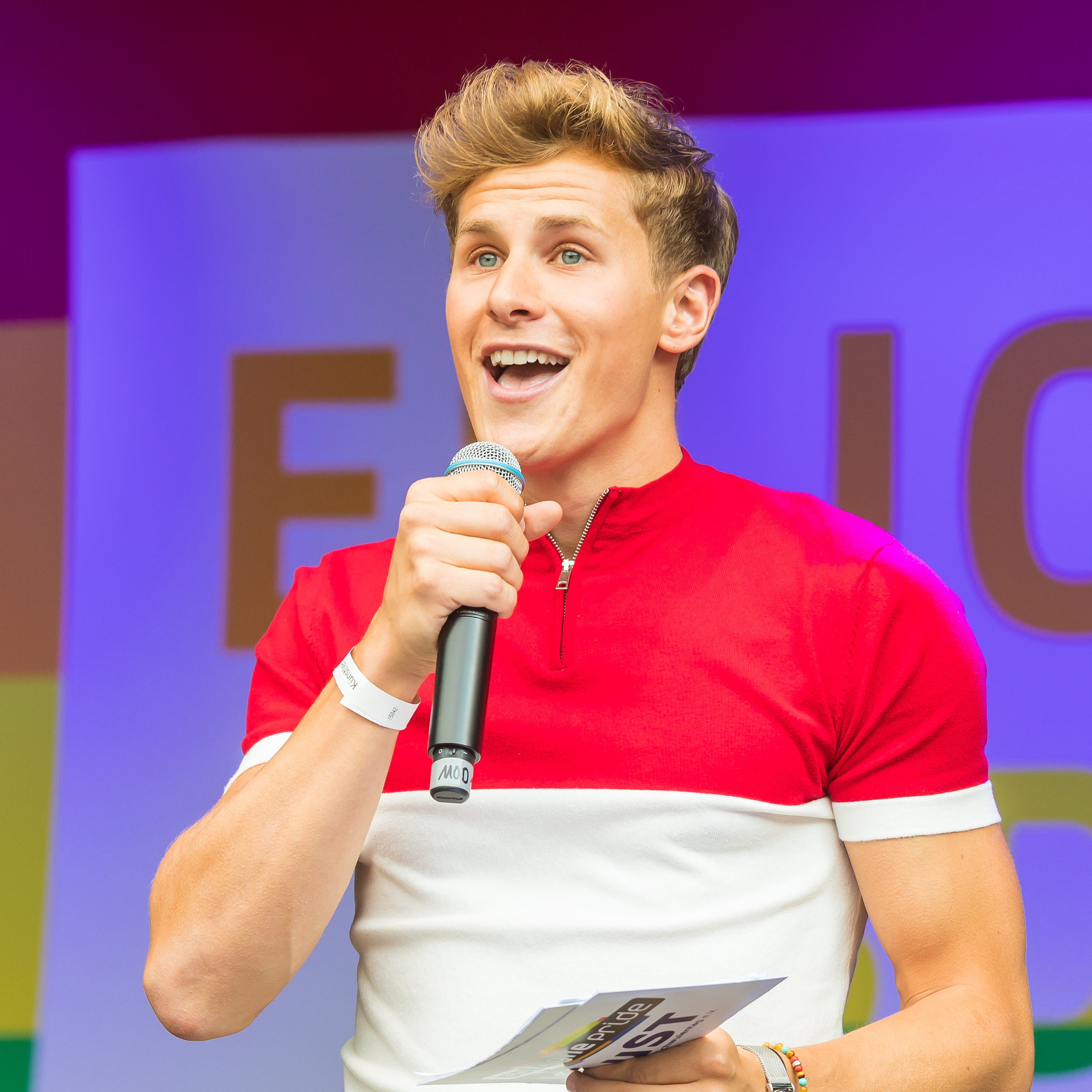
Lukas Sauer (* 1991)

- Sauer, Manfred (* 1960), österreichischer lutherischer Geistlicher
- Sauer, Markus (* 1965), deutscher Biophysiker
- Sauer, Martin (* 1948), deutscher Sozialpädagoge und evangelischer Theologe
- Sauer, Martin (* 1982), deutscher Ruderer (Steuermann)
- Sauer, Maud (* 1952), niederländische Improvisationsmusikerin (Oboe, Coble) und Komponistin
- Sauer, Maximilian (* 1994), deutscher Fußballspieler
- Sauer, Michael (* 1941), deutscher Dreispringer und Journalist
- Sauer, Michael (* 1955), deutscher Geschichtsdidaktiker
- Sauer, Michael (* 1969), deutscher Fußballspieler
- Sauer, Michael (* 1987), US-amerikanischer Eishockeyspieler
- Sauer, Michel (* 1949), deutscher Bildhauer
- Sauer, Nico (* 1986), deutscher Komponist, Performancekünstler und Multimediakünstler
- Sauer, Norbert (* 1949), deutscher Fußballspieler
- Sauer, Norbert (* 1950), deutscher Filmproduzent
- Sauer, Oliver (* 1960), deutscher Schauspieler
- Sauer, Oscar (1856–1918), deutscher Theaterschauspieler
- Sauer, Otto M. (1930–2020), deutscher Richter, Hochschullehrer und Autor
- Sauer, Paul (1892–1946), katholischer Theologe
- Sauer, Paul (1895–1980), deutscher Maler
- Sauer, Paul (1931–2010), deutscher Historiker und Archivar
- Sauer, Peter (* 1938), deutscher theoretischer Kernphysiker
- Sauer, Peter (* 1961), deutscher Diplomat
- Sauer, Ralph (* 1928), deutscher römisch-katholischer Theologe
- Sauer, Robert (1898–1970), deutscher Mathematiker
- Sauer, Robert Thomas (* 1948), US-amerikanischer Biochemiker
- Sauer, Roland (* 1939), deutscher Politiker (CDU), MdB
- Sauer, Roland (* 1962), deutscher Fußballspieler
- Sauer, Rolf (* 1939), deutscher Onkologe und Strahlentherapeut
- Sauer, Sabine (* 1955), deutsche ModeratorinSabine Sauer (* 1955)

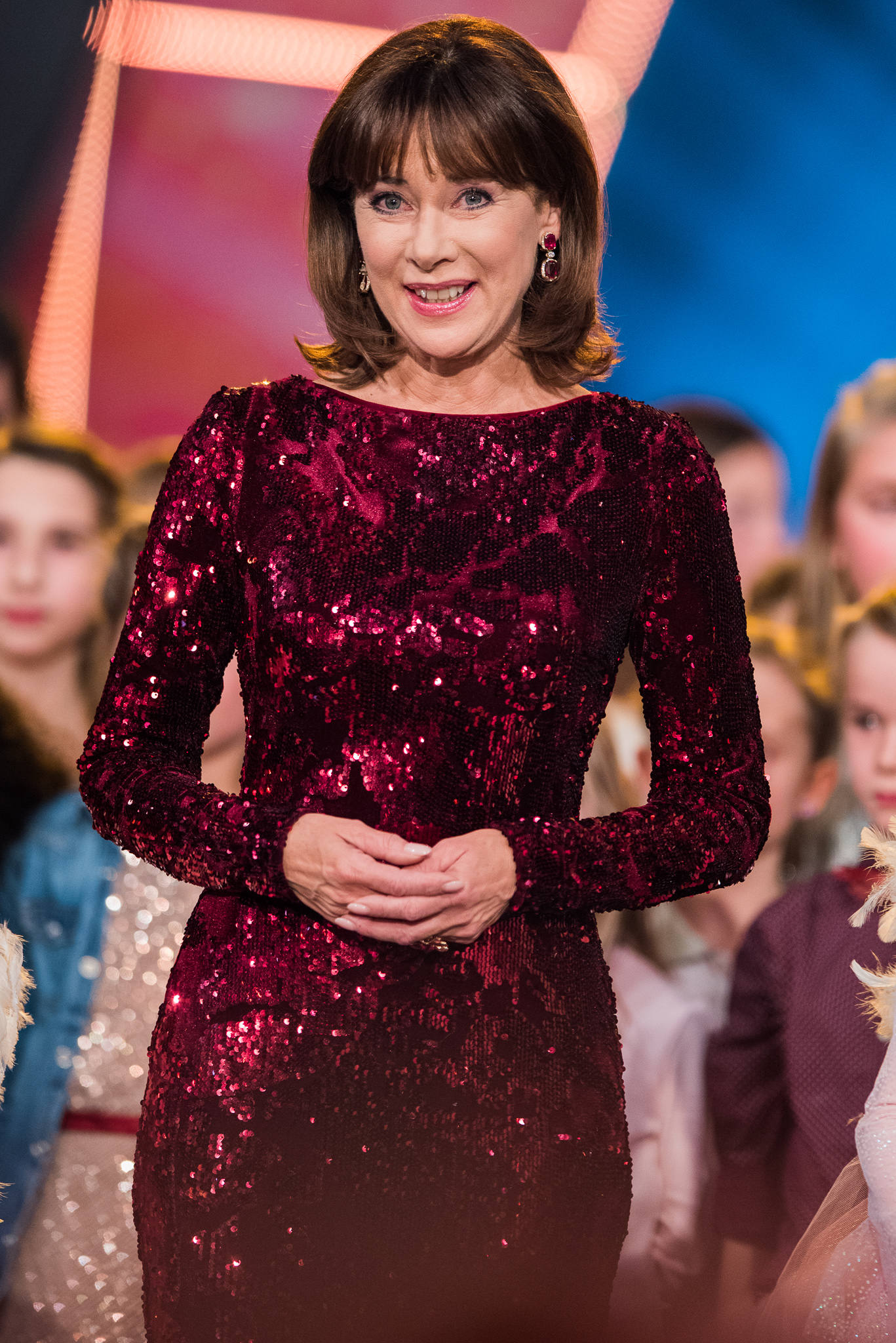
Sabine Sauer (* 1955)

- Sauer, Sascha (* 1981), deutscher American-Football-Spieler
- Sauer, Sigram (1917–2013), deutsche Ordensschwester
- Sauer, Stefan (* 1966), deutscher Politiker (CDU)
- Sauer, Thomas (* 1954), deutscher Kirchenmusiker, Domorganist an der St.-Hedwigs-Kathedrale in Berlin
- Sauer, Thomas (* 1958), deutscher Ökonom und Hochschullehrer
- Sauer, Thomas (1962–2014), deutscher Politiker (SPD), MdB
- Sauer, Tilman (* 1963), deutscher Wissenschaftshistoriker
- Sauer, Ursula (* 1960), deutsche Mittel- und Langstreckenläuferin
- Sauer, Uwe (* 1943), deutscher Dressurreiter
- Sauer, Uwe (* 1963), deutscher Basketballspieler und -trainer
- Sauer, Valentin, deutscher Ökonom und bayerischer Politiker
- Sauer, Vincent (* 1996), deutsch-US-amerikanischer Schauspieler
- Sauer, Viola (* 1950), deutsche Schauspielerin und Synchronsprecherin
- Sauer, Vitus (1934–2018), deutscher Fußballspieler
- Sauer, Volker (* 1956), deutscher Ruderer
- Sauer, Walter (1889–1927), belgischer Maler und Grafiker
- Sauer, Walter (* 1939), deutscher Erziehungswissenschaftler, Herausgeber, Verleger und Hochschullehrer
- Sauer, Wilhelm (1831–1916), deutscher Orgelbauer aus der Zeit der Romantik und SpätromantikWilhelm Sauer (1831–1916)

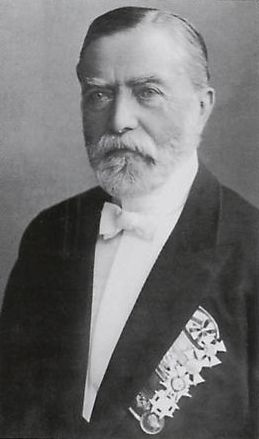
Wilhelm Sauer (1831–1916)

- Sauer, Wilhelm (1843–1901), deutscher Archivar und Historiker
- Sauer, Wilhelm (1865–1929), deutscher Bildhauer
- Sauer, Wilhelm (1879–1962), deutscher Rechtswissenschaftler und Kriminologe
- Sauer, Willi (* 1938), österreichischer Landwirt und Politiker (ÖVP), Landtagsabgeordneter, Abgeordneter zum Nationalrat
- Sauer, Wolfgang (1920–1989), deutscher Historiker
- Sauer, Wolfgang (1928–2015), deutscher Jazz- und Schlagersänger, Musiker und Rundfunkmoderator
- Sauer, Wolfgang (* 1944), deutscher Brigadegeneral des Heeres der Bundeswehr
- Sauer, Wolfgang (* 1948), deutscher römisch-katholischer Priester
- Sauer, Wolfgang Werner (1944–2023), deutscher Sprachwissenschaftler und Hochschullehrer

##### Sauerb
- Sauerbaum, Eckhard (* 1938), deutscher Rechtsanwalt und Notar, Kommunalpolitiker (CDU)
- Sauerbaum, Heinz (1913–1970), deutscher Opernsänger (Tenor) und Kammersänger
- Sauerbaum, Peter (* 1945), deutscher Jurist und Kulturmanager
- Sauerbeck, Emmy (1894–1974), Tänzerin, Choreographin und Tanzpädagogin
- Sauerbeck, Klaus (* 1958), deutscher Autor
- Sauerbier, Georg (1886–1970), Landwirt und Abgeordneter
- Sauerbier, Hermina Geertruida (1885–1976), niederländische Malerin und Zeichnerin
- Sauerbier, Hildegard (1891–1976), deutsche Oberstudiendirektorin, erste Schulleiterin des Mädchengymnasiums Detmold
- Sauerbier, Michael (* 1964), deutscher Humanmediziner und Hochschullehrer
- Sauerborn, Aen (1933–2020), deutsche Malerin, Bildhauerin und Objektkünstlerin
- Sauerborn, Gertrud (1898–1982), deutsche Lehrerin und Sozialarbeiterin
- Sauerborn, Heinz-Dieter (* 1964), deutscher Jazzmusiker (Alt-, Tenor- und Sopransaxophon, Klarinette, Flöten)
- Sauerborn, Martin (1854–1921), deutscher Bürgermeister und Mitglied des Provinziallandtages der Provinz Hessen-Nassau
- Sauerborn, Maximilian (1889–1963), deutscher Jurist, Verwaltungsbeamter und Politiker
- Sauerborn, Thomas (* 1987), deutscher Jazzmusiker (Schlagzeug)
- Sauerborn, Ulrich (* 1956), deutscher Museumsleiter und Fossiliensammler
- Sauerbreij, Marieke (* 1982), niederländische Snowboarderin
- Sauerbreij, Nicolien (* 1979), niederländische Snowboarderin
- Sauerbrey, Anna (* 1979), deutsche Journalistin
- Sauerbrey, Frank, deutscher Skispringer
- Sauerbrey, Günter (1933–2003), deutscher Physiker
- Sauerbrey, Katherine (* 1997), deutsche Skilangläuferin
- Sauerbrey, Manfred (1927–2006), deutscher Staatssekretär
- Sauerbrey, Paul (1876–1932), deutscher Politiker (SPD, USPD), MdR
- Sauerbrey, Roland (* 1952), deutscher Physiker und Hochschullehrer
- Sauerbrey, Valentin (1804–1881), deutscher Büchsenmacher
- Sauerbronn, Friedrich Oswald (1784–1864), deutscher Geistlicher
- Sauerbruch, Ferdinand (1875–1951), deutscher Chirurg und HochschullehrerFerdinand Sauerbruch (1875–1951)

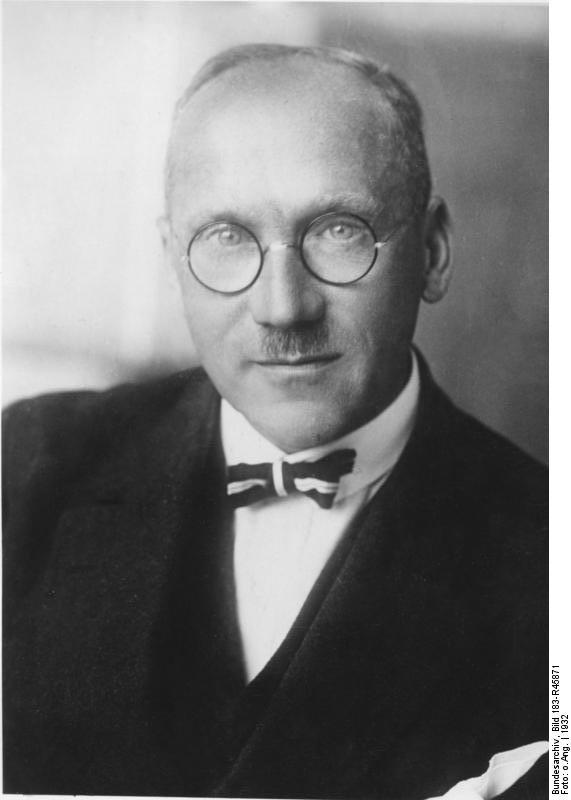
Ferdinand Sauerbruch (1875–1951)

- Sauerbruch, Hans (1910–1996), deutscher Maler und Grafiker
- Sauerbruch, Horst (1941–2021), deutscher Maler und Hochschullehrer
- Sauerbruch, Margot (1905–1995), deutsche Internistin
- Sauerbruch, Matthias (* 1955), deutscher Architekt, Stadtplaner und Hochschullehrer
- Sauerbruch, Peter (1913–2010), deutscher Offizier und Manager
- Sauerbruch, Tilman (* 1946), deutscher Mediziner und Hochschulprofessor
- Sauerbrunn, Becky (* 1985), US-amerikanische Fußballspielerin

##### Sauere
- Saueressig, Lukas (* 1997), deutscher Handballspieler
- Saueressig, Sophie Elisabeth (1906–1945), niederländische Tänzerin

##### Sauerh
- Sauerhering, Edward (1864–1924), US-amerikanischer Politiker
- Sauerhering, Louis (1814–1889), Präsident der Klosterkammer Hannover
- Sauerhöfer, Ludwig (1883–1914), deutscher Ringer

##### Sauerl
- Sauerland, Adolf (* 1955), deutscher Politiker (CDU), Oberbürgermeister von DuisburgAdolf Sauerland (* 1955)

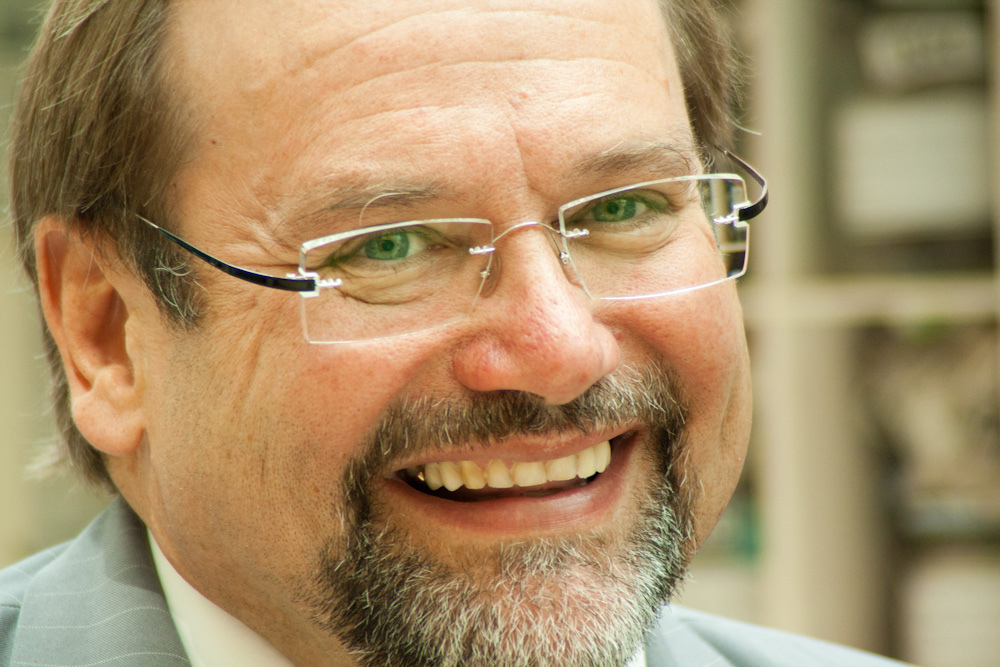
Adolf Sauerland (* 1955)

- Sauerland, David (* 1997), deutscher Fußballspieler
- Sauerland, Heinrich Volbert (1839–1910), katholischer Priester und Historiker
- Sauerland, Jörg (* 1976), deutscher Fußballspieler
- Sauerland, Josef (1922–1991), deutscher Maler und Bildhauer
- Sauerland, Kalle (* 1977), deutscher Boxpromoter
- Sauerland, Karl (1861–1939), preußischer Verwaltungsjurist und Abgeordneter
- Sauerland, Karol (* 1936), polnischer Germanist und Philosoph
- Sauerland, Kurt (1905–1938), deutscher Politiker (KPD), Journalist und Schriftsteller
- Sauerland, Nisse (* 1979), Schweizer Boxpromoter
- Sauerland, Philipp (* 1677), deutscher Maler in Danzig und Breslau
- Sauerland, Wilfried (* 1940), deutscher BoxpromoterWilfried Sauerland (* 1940)

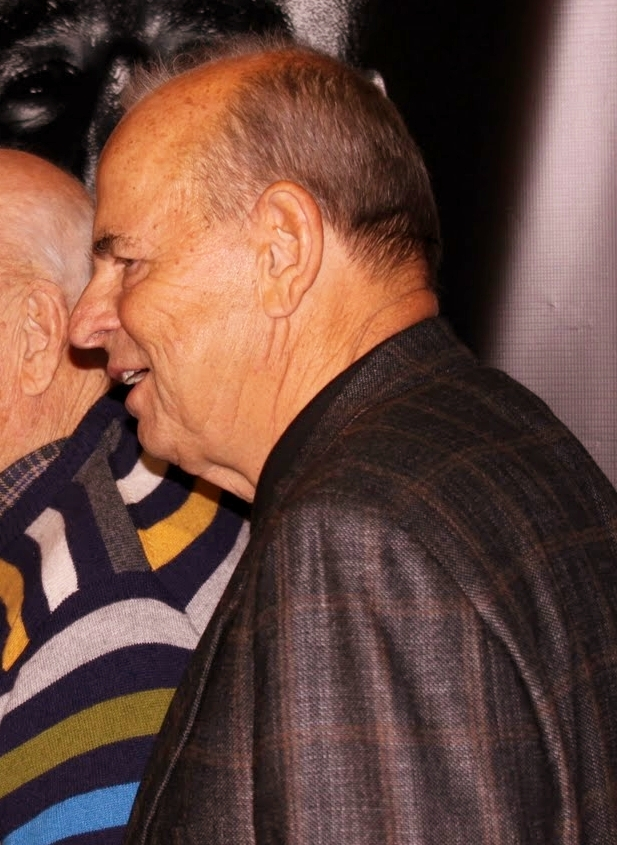
Wilfried Sauerland (* 1940)

- Sauerländer, Carl August (1806–1868), Schweizer Buchdrucker, Verleger und Politiker
- Sauerländer, Hans Christof (1943–2016), Schweizer Verleger
- Sauerländer, Heinrich Remigius (1776–1847), schweizerischer Verleger
- Sauerländer, Heinrich Remigius (1821–1896), deutscher Verleger
- Sauerländer, Johann David (1789–1869), deutscher Verleger
- Sauerländer, Johann David (1881–1969), deutscher Jurist
- Sauerländer, Karl Heinrich Remigius (1848–1919), Schweizer Verleger
- Sauerländer, Robert David (1866–1962), deutscher Verleger
- Sauerländer, Tina (* 1981), deutsche Kuratorin und Autorin
- Sauerländer, Willibald (1924–2018), deutscher Kunsthistoriker
- Sauerländer, Wolfgang (1911–1977), deutschamerikanischer Verlagslektor
- Sauerlandt, Max (1880–1934), deutscher Kunsthistoriker und Museumsleiter
- Sauerlandt, Walter (1899–1982), deutscher Ackerbauwissenschaftler

##### Sauerm
- Sauermann, Ansa (* 1989), deutscher Singer-Songwriter
- Sauermann, Conny (* 1965), deutsche Tischtennisspielerin
- Sauermann, Dietmar (1937–2011), deutscher Volkskundler
- Sauermann, Dirk (* 1975), deutscher Volleyball-Trainer und Physiotherapeut
- Sauermann, Ernst (1880–1956), deutscher Kunsthistoriker, Museumsdirektor und Provinzialkonservator
- Sauermann, Friedrich (1893–1973), deutscher Jurist und NS-Funktionär
- Sauermann, Hans (1885–1960), deutscher Kunsthistoriker und Kunsthändler
- Sauermann, Heinrich (1842–1904), deutscher Sattlermeister, Möbelfabrikant und Museumsdirektor
- Sauermann, Heinz (1905–1981), deutscher Wirtschaftswissenschaftler und Soziologe
- Sauermann, Lisa (* 1992), deutsche MathematikerinLisa Sauermann (* 1992)
- Sauermann, Marcus (* 1967), deutscher Autor

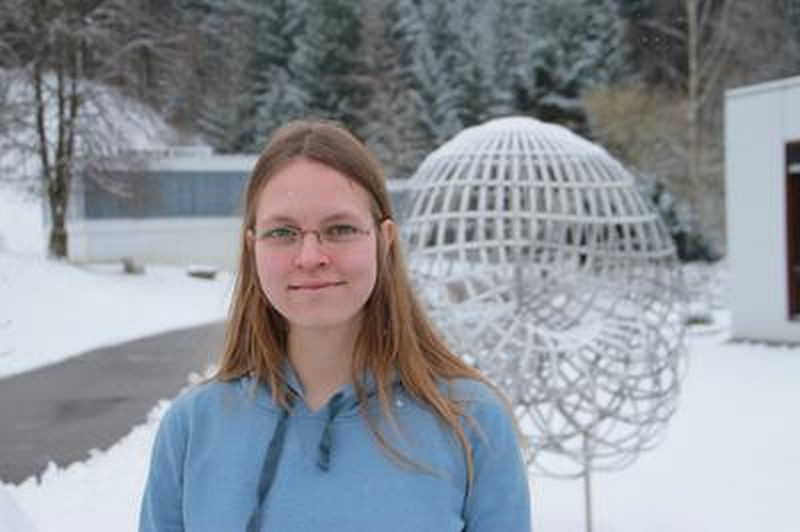
Lisa Sauermann (* 1992)

- Sauermann, Otto (1906–1968), österreichischer Theologe und Hochschullehrer
- Sauermann, Peter (1935–2022), deutscher Pianist
- Sauermann, Sarah (* 1988), deutsche Politikerin (AfD), MdL
- Sauermann, Wilfried (1939–2013), deutscher Schachspieler
- Sauermilch, Curt (1883–1957), deutscher Maler, Lehrer und Kreisheimatpfleger
- Sauermilch, Walter (1902–1994), deutscher Chemiker und Heimatforscher
- Sauermilch, Walter (1935–2022), deutscher Architekt und Politiker (Bündnis 90/Die Grünen), MdB

##### Sauers
- Sauerschnig, Rene (* 1981), österreichischer Politiker (FPÖ)
- Sauerstein, Fritz (1893–1968), deutscher Kunstmaler

##### Sauert
- Sauerteig, Alfred (1877–1961), deutscher Kommunalpolitiker und Autor
- Sauerteig, Dominik (* 1986), deutscher Kommunalpolitiker (SPD)
- Sauerteig, Hans-Burkhard (1946–2025), deutscher Diplomat
- Sauerteig, Max (1867–1963), deutscher evangelischer Pfarrer in Ansbach, NSDAP-Mitglied und Parteiredner
- Sauerteig, Uwe (* 1957), deutscher Eisschnellläufer

##### Sauerw
- Sauerwald, Franz (1894–1979), deutscher Chemiker (Physikalische Chemie, Metallurgie)
- Sauerwald, Katja, finnische Squashspielerin
- Sauerwaldt, Nicolaus (1638–1722), protestantischer Theologe
- Sauerweid, Alexander Iwanowitsch (1783–1844), russischer Schlachten- und Pferdemaler sowie Radierer
- Sauerwein, Georg (1831–1904), deutscher Publizist, Sprachwissenschaftler und Humanist
- Sauerwein, Hans (1903–1952), deutscher Fußballtrainer
- Sauerwein, Heinrich (1903–1969), deutscher Politiker (SPD), MdL
- Sauerwein, Horst (* 1960), österreichischer Fußballspieler
- Sauerwein, Johann Wilhelm (1803–1847), deutscher Dichter und Journalist
- Sauerwein, Rolf (1942–2014), deutscher Zeichner
- Sauerwein, Rudolph (1900–1956), deutscher Automobilrennfahrer
- Sauerwein, Werner (1921–2014), deutscher Anästhesist
- Sauerwein, Wilhelm (1872–1946), deutscher Jurist und Politiker (DDP), Zweiter Staatsminister des Freistaats Mecklenburg-Strelitz (1919–1920)
- Sauerwein-Braksiek, Elfriede (* 1959), deutsche StraßenbaumanagerinElfriede Sauerwein-Braksiek (* 1959)

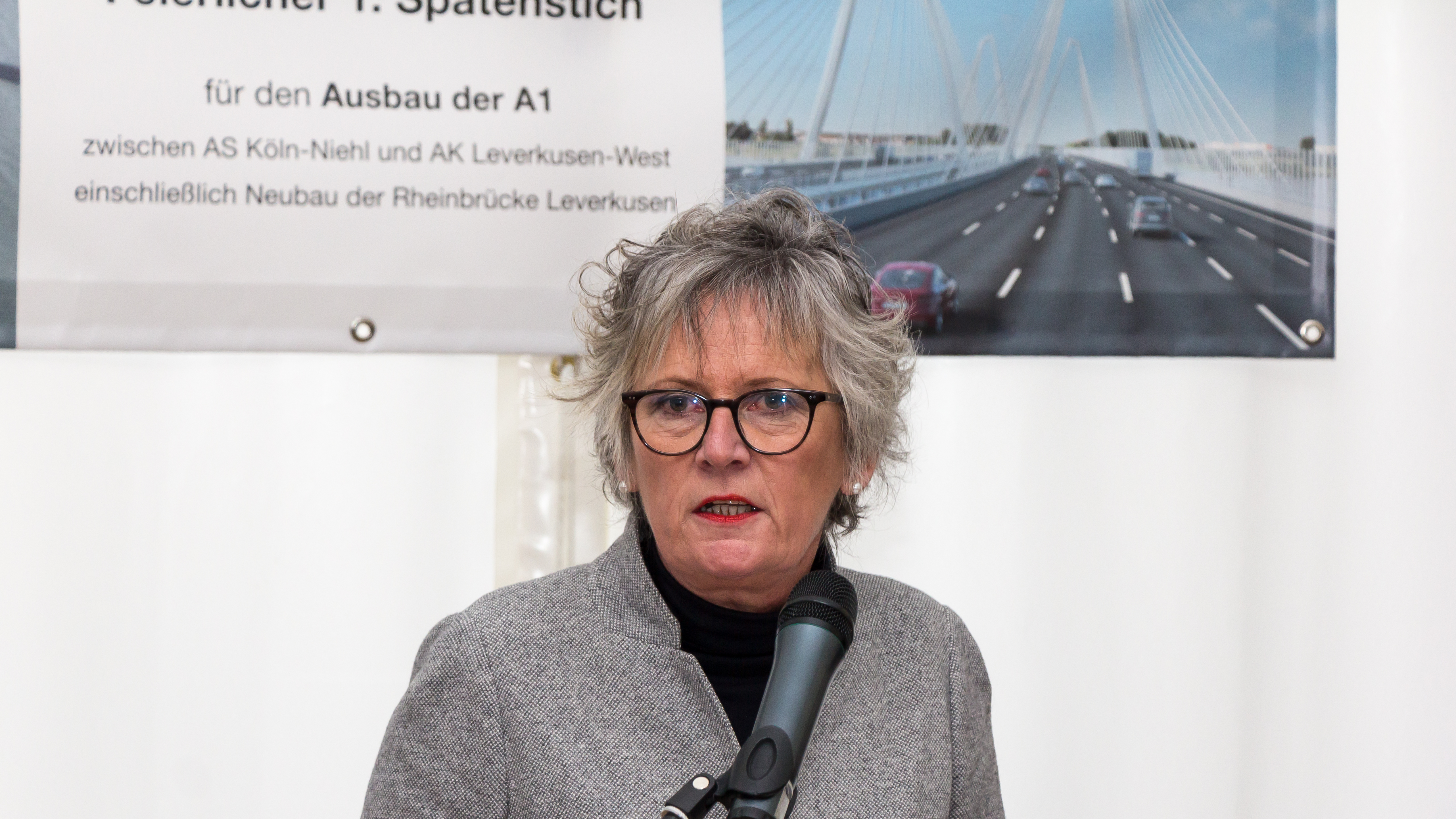
Elfriede Sauerwein-Braksiek (* 1959)

##### Sauerz
- Sauerzapf, Rolf (1937–2023), evangelischer Militärpfarrer und Publizist
- Sauerzopf, Eduard (1930–2011), südburgenländischer Zeichner
- Sauerzopf, Franz (1932–2024), österreichischer Politiker (ÖVP), Landtagsabgeordneter und Landesrat im Burgenland

### Sauf
- Sauf, Gustav (1888–1932), deutscher Politiker (KPD), MdPl
- Saufeius Trogus († 48), römischer Ritter
- Saufika, Annisa (* 1993), indonesische Badmintonspielerin

### Saug
- Saugestad, Stian (* 1992), norwegischer Skirennläufer
- Saugestad, Vibeke (* 1976), norwegische Musikerin
- Saugrain, Antoine (1763–1820), französisch-amerikanischer Arzt und Chemiker
- Saugstad, Ola Didrik (* 1947), norwegischer Kinderarzt
- Saugstrup, Magnus (* 1996), dänischer HandballspielerMagnus Saugstrup (* 1996)

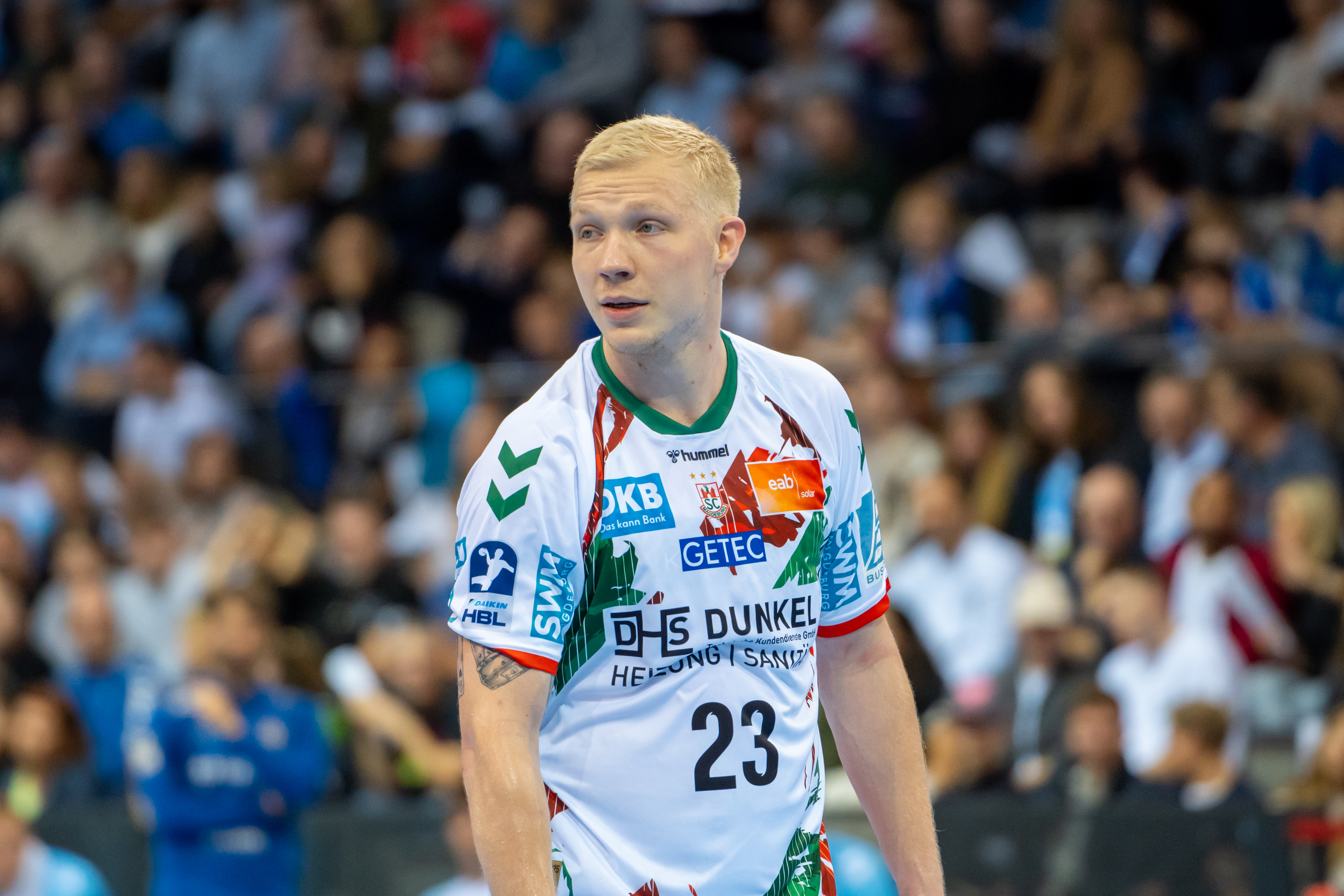
Magnus Saugstrup (* 1996)

- Sauguet, Henri (1901–1989), französischer Komponist
- Saugy, Louis Achille (1863–1931), Schweizer Maler und Zeichner

### Sauj
- Saujani, Reshma (* 1975), US-amerikanische Anwältin und Autorin

### Sauk
- Sauk, Max (1929–2023), deutscher Bildhauer
- Sauka, Michael-Fredrick Paul (1934–1990), malawischer Dichter und Komponist
- Saukam, Khoy (1915–2008), kambodschanischer Politiker und Soldat
- Saukants, Helvijs (* 2001), lettischer E-Sportler
- Sauke, Karl (1897–1958), deutscher politischer Funktionär und SA-Führer
- Saukel, Egid (1900–1958), deutscher Politiker (CSU, BP), MdL Bayern
- Sauko, Aljaksandr (1967–2004), belarussischer Ringer
- Sauko, Wital (* 1974), belarussischer Eishockeyspieler

### Saul
- Saul, erster König Israels (ungefähr 1012 v. Chr.–1004 v. Chr.)
- Saul Goodman (1907–1996), US-amerikanischer Paukist und Komponist und
- Saul, Alexander (* 1995), deutscher Handballspieler
- Saul, Andreas (* 1988), deutscher Koch
- Saul, Anno (* 1963), deutscher Film- und FernsehregisseurAnno Saul (* 1963)

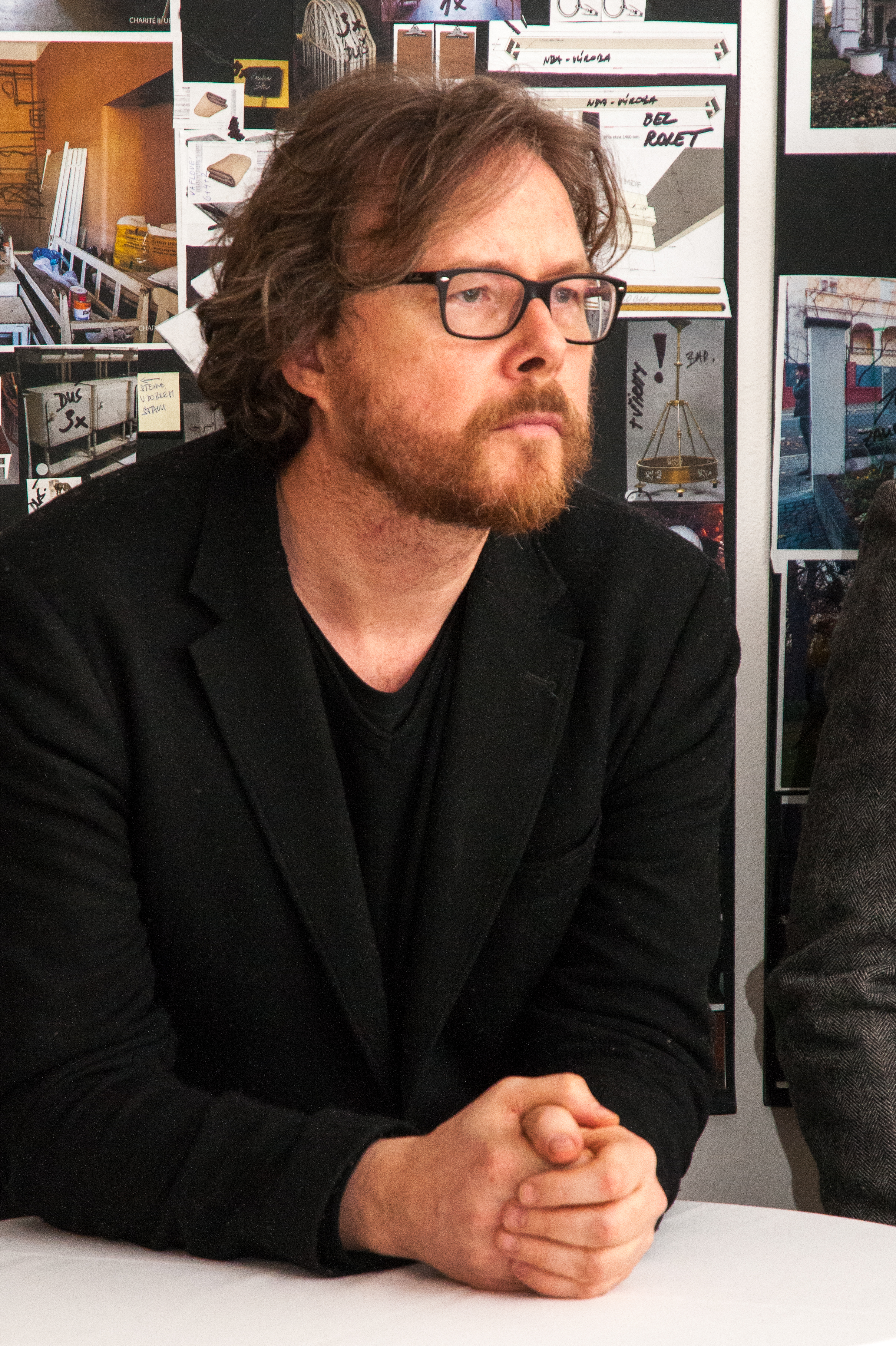
Anno Saul (* 1963)

- Saul, Ben, australischer Jurist und Menschenrechtsexperte
- Saúl, Benjamin (1924–1980), spanisch-salvadorianischer Künstler und Bildhauer
- Saul, Bruno (1932–2022), estnischer Politiker, Mitglied des Riigikogu, Regierungschef Estlands
- Saul, Éric (* 1954), französischer Motorradrennfahrer
- Saul, Fabian (* 1986), deutscher Schriftsteller, Komponist und Chefredakteur
- Saul, Felix (1883–1942), schwedischer Musikpädagoge, Kantor und Chordirektor
- Saul, Ferdinand Ludwig von (1711–1766), sächsischer Legationsrat, Geheimrat und Diplomat
- Saul, Frank (* 1943), englischer Fußballspieler
- Saul, Jennifer (* 1968), Philosophin
- Saul, John (* 1942), US-amerikanischer Schriftsteller
- Saul, John Ralston (* 1947), kanadischer Schriftsteller und Essayist
- Saul, Kevin (* 1980), US-amerikanischer Pokerspieler
- Saul, Klaus (1939–2025), deutscher Historiker
- Saul, Linda (1907–1997), estnische Dirigentin
- Saul, Louis (* 1953), deutscher Autor, Filmregisseur und bildender Künstler
- Saul, Manfred (1934–2013), deutscher Bildhauer
- Saul, Nicholas (* 1953), britischer Germanist
- Saul, Norman E. (* 1932), US-amerikanischer Historiker und Hochschullehrer
- Saul, Peeter (1932–2014), sowjetischer bzw. estnischer Dirigent
- Saul, Pinise (1941–2016), südafrikanische Jazzsängerin
- Saul, Reiner (1938–2024), deutscher Bauingenieur
- Saul, Richard Ernest (1891–1965), britischer Pilot und Offizier der Royal Air Force
- Saúl, Santiago (* 1993), uruguayischer Fußballspieler
- Saul, Volker (* 1955), deutscher Bildhauer und Maler
- Saulcy, Félicien de (1807–1880), französischer Archäologe, Orientalist und Numismatiker
- Saulcy, Félicien Henry Caignart de (1832–1912), französischer Entomologe
- Saulenko, Valentina (* 1995), kasachische Biathletin
- Saulheimer, Karl (1929–2015), deutscher Gewerkschafter und Träger des Bundesverdienstkreuzes
- Sauli d’Igliano, Lodovico (1787–1874), italienischer Diplomat und Politiker, Senator und Gesandter im Osmanischen Reich
- Sauli, Alexander (1534–1593), italienischer Bischof und Heiliger
- Sauli, Andreas (* 1965), deutscher Eishockeyspieler
- Sauli, Antonio Maria (1541–1623), italienischer Erzbischof von Genua und Kardinal
- Sauli, Francesco (1807–1893), italienischer Diplomat und Politiker, Abgeordneter und Senator
- Sauli, Francesco Maria (1620–1699), 134. Doge der Republik Genua
- Sauli, Jalmari (1889–1957), finnischer Leichtathlet, Journalist und Schriftsteller
- Šaulić, Šaban (1951–2019), jugoslawischer bzw. serbischer Volksmusik-SängerŠaban Šaulić (1951–2019)

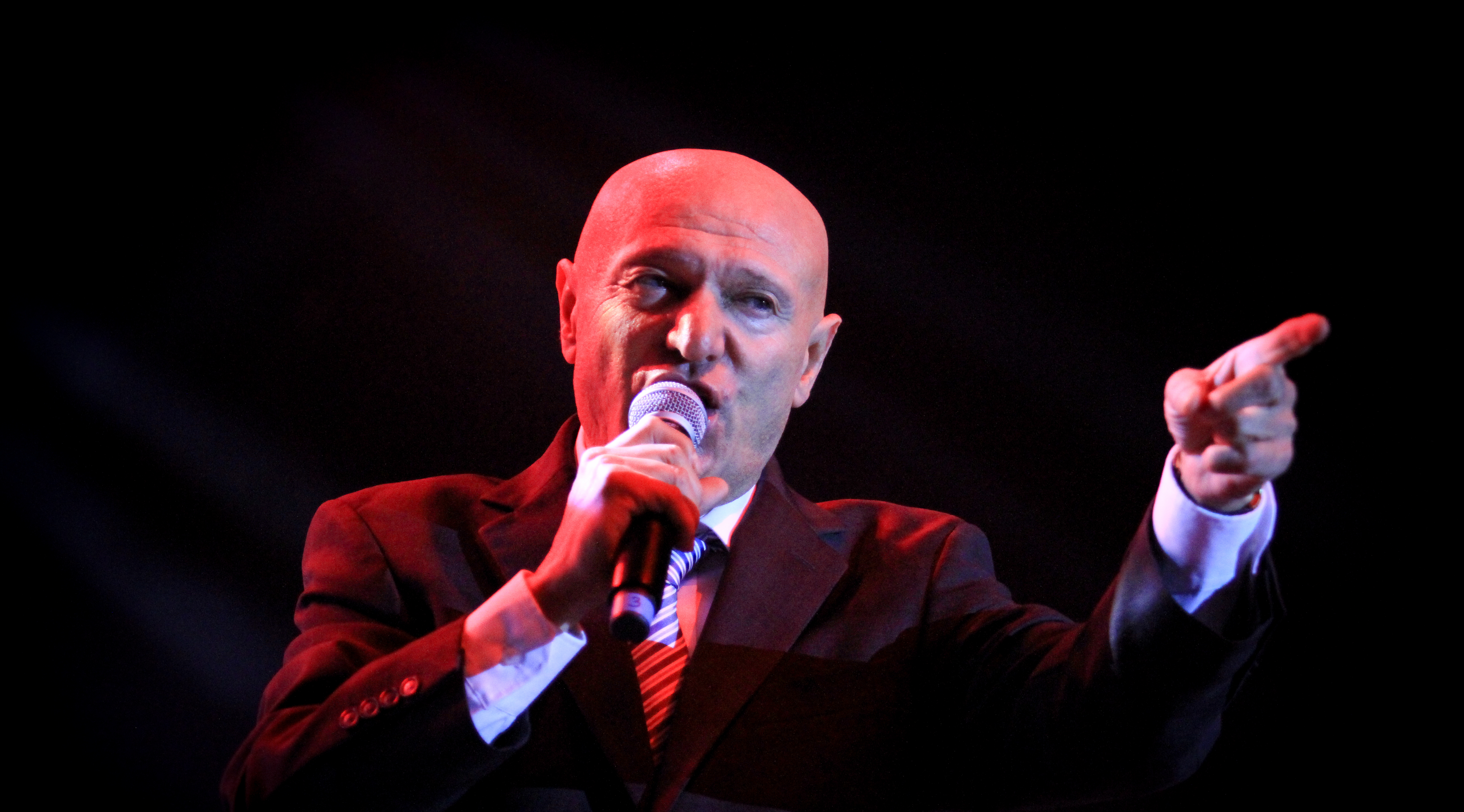
Šaban Šaulić (1951–2019)

- Saulière, Gilbert (1930–2021), französischer Radrennfahrer
- Saulietis, Kaspars (* 1987), lettischer Eishockeyspieler
- Saulios, König der Skythen
- Saulis, Vytautas (* 1951), litauischer Politiker (Seimas)
- Saulius, Rapolas (* 1996), litauischer Hürdenläufer
- Saulle, Maria Rita (1935–2011), italienische Juristin, Richterin und Hochschullehrerin
- Saulles, George William de (1862–1903), englischer Bildhauer und Medailleur
- Saullich, Angelo (1815–1892), Zementfabrikant
- Saulmann, Agathe (1898–1951), deutsche Sportfliegerin und Kunstsammlerin
- Saulmann, Ernst (1881–1946), deutscher Unternehmer und Kunstsammler
- Saulnier de Beauregard, Antoine (1764–1839), französischer Trappist, Prior, Abt und Klostergründer
- Saulnier, Cyril (* 1975), französischer Tennisspieler
- Saulnier, Jacques (1928–2014), französischer Filmarchitekt
- Saulnier, Jean, französischer Sprachlehrer, Arzt und Schriftsteller
- Saulnier, Jeremy, US-amerikanischer Regisseur, Kameramann und DrehbuchautorJeremy Saulnier

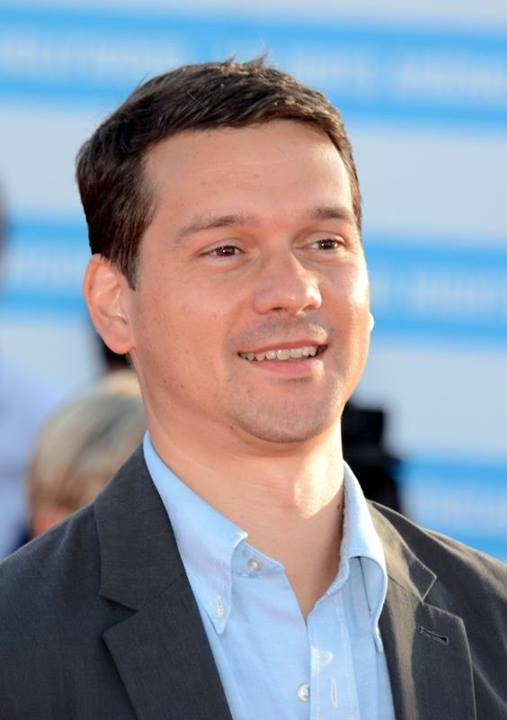
Jeremy Saulnier

- Saulnier, Jill (* 1992), kanadische Eishockeyspielerin
- Saulnier, Raymond J. (1908–2009), US-amerikanischer Ökonom
- Saulnier, Serge (* 1952), französischer Autorennfahrer, Rennstallbesitzer und Motorsportfunktionär
- Saulnier, Tania (* 1982), kanadische Schauspielerin
- Saulnier, Verdun-Louis (1917–1980), französischer Romanist, Literaturwissenschaftler und Renaissancespezialist
- Saulo, Celeste (* 1964), argentinische Meteorologin und Hochschullehrerin
- Sauls, James, US-amerikanischer Physiker
- Saulsbury, Eli M. (1817–1893), US-amerikanischer Politiker
- Saulsbury, Gove (1815–1881), US-amerikanischer Politiker
- Saulsbury, Willard junior (1861–1927), US-amerikanischer Politiker
- Saulsbury, Willard senior (1820–1892), US-amerikanischer Politiker
- Saulson, Peter (* 1954), US-amerikanischer Physiker
- Saulx, Jacques de (1620–1683), französischer Militär
- Saulx-Tavannes, Nicolas de (1690–1759), französischer Bischof; Kardinal der römisch-katholischen Kirche
- Šaulys, Jurgis (1879–1948), litauischer Politiker und Diplomat
- Saulytschnyj, Rostyslaw (* 1968), ukrainischer Boxer

### Saum
- Saum, Georg (1736–1790), deutscher Maler des Spätbarock
- Saum, Kilian (* 1958), deutscher Benediktinerpater, Heilpraktiker und Sachbuchautor
- Saum, Sherri (* 1974), US-amerikanische Schauspielerin
- Saumade, Kevin (* 1980), französischer Snowboarder
- Saumakos, skythischer Sklave
- Saumarez, James, 1. Baron de Saumarez (1757–1836), britischer Admiral
- Säume, Max (1901–1965), deutscher Architekt
- Saume, Víctor (1907–1964), venezolanischer Rundfunk- und Fernsehmoderator
- Säumel, Gerald (* 1986), österreichischer Fußballspieler
- Säumel, Jürgen (* 1984), österreichischer FußballspielerJürgen Säumel (* 1984)

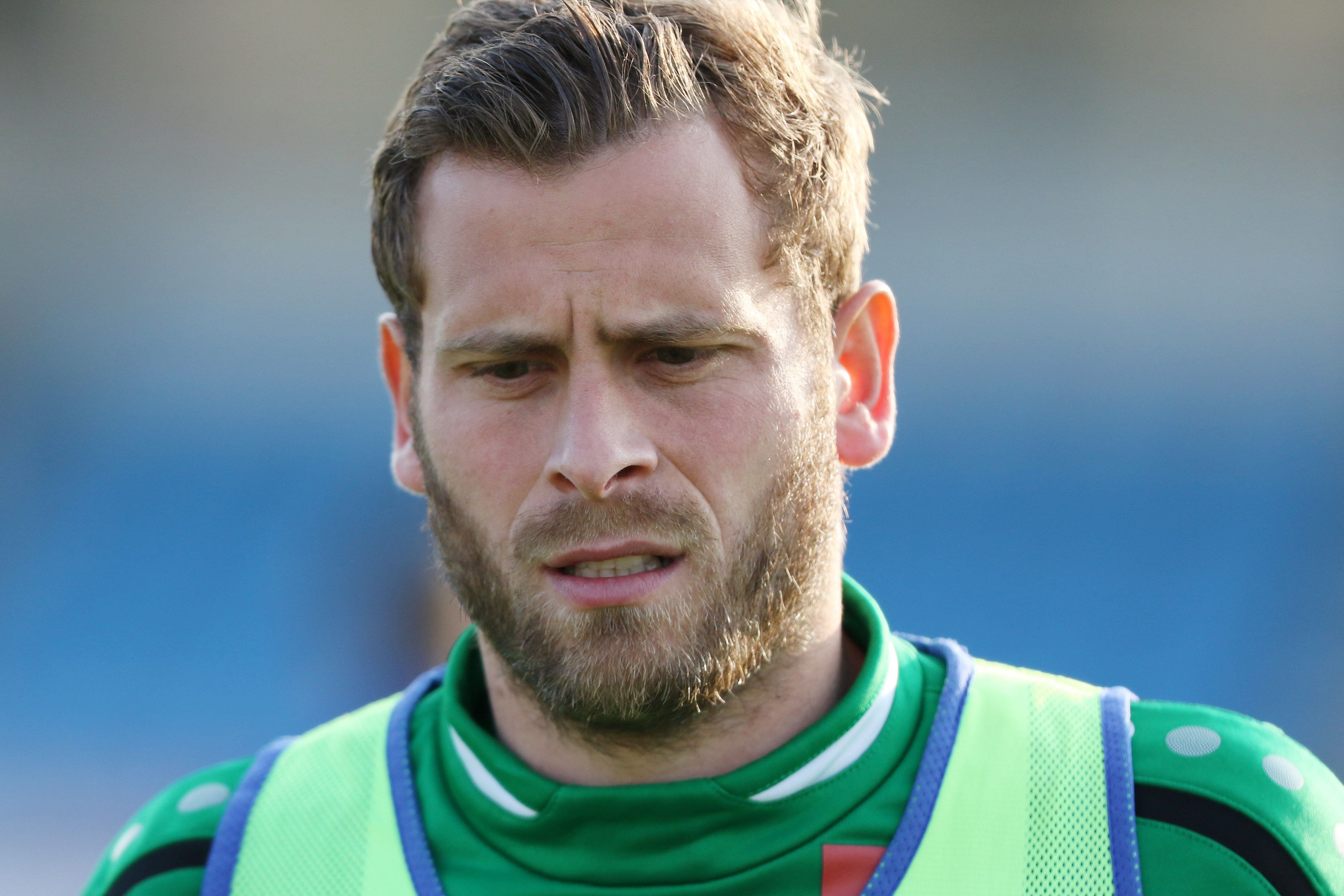
Jürgen Säumel (* 1984)

- Saumer, Martin (* 1972), deutscher Drehbuchautor
- Saumer, Olaf (* 1976), deutscher Regisseur, Drehbuchautor und Filmproduzent
- Saumoneau, Louise (1875–1950), französische Feministin und Sozialistin
- Saumont, Annie (1927–2017), französische Schriftstellerin und Übersetzerin
- Saumsiegel, Jörg (* 1953), deutscher Fußballspieler

### Saun
- Saund, Dalip Singh (1899–1973), US-amerikanischer Politiker indischer Herkunft
- Saundby, Robert (1896–1971), britischer Luftwaffenoffizier
- Saunders, Adam (* 1986), australischer Schauspieler
- Saunders, Alby (* 1924), australischer Radrennfahrer
- Saunders, Allen (1899–1986), US-amerikanischer Comicautor und -zeichner
- Saunders, Alvin (1817–1899), US-amerikanischer Politiker
- Saunders, Arlene (1930–2020), US-amerikanische Opernsängerin an deutschen Spielstätten
- Saunders, Ben (* 1983), niederländischer Sänger
- Saunders, Billy Joe (* 1989), englischer BoxerBilly Joe Saunders (* 1989)

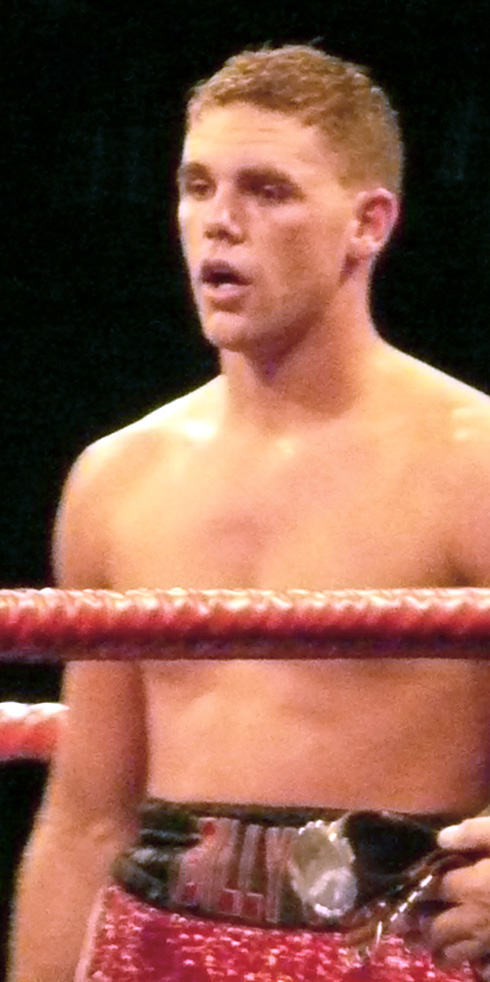
Billy Joe Saunders (* 1989)

- Saunders, Blaine (* 1993), US-amerikanische Schauspielerin
- Saunders, Bradley (* 1986), englischer Boxer
- Saunders, Brian, Tonmeister
- Saunders, Bryan (1952–2022), kanadischer Sprinter
- Saunders, Callum (* 1995), neuseeländischer Radrennfahrer
- Saunders, Carl (1942–2023), US-amerikanischer Jazzmusiker (Trompete, Flügelhorn, Mellophon), Arrangeur, Komponist und Bigband-Leader
- Saunders, Charles († 1775), Admiral der Royal Navy und Erster Lord der Admiralität
- Saunders, Christopher (* 1950), australischer Geistlicher, römisch-katholischer Bischof von Broome
- Saunders, Cicely (1918–2005), englische ÄrztinCicely Saunders (1918–2005)

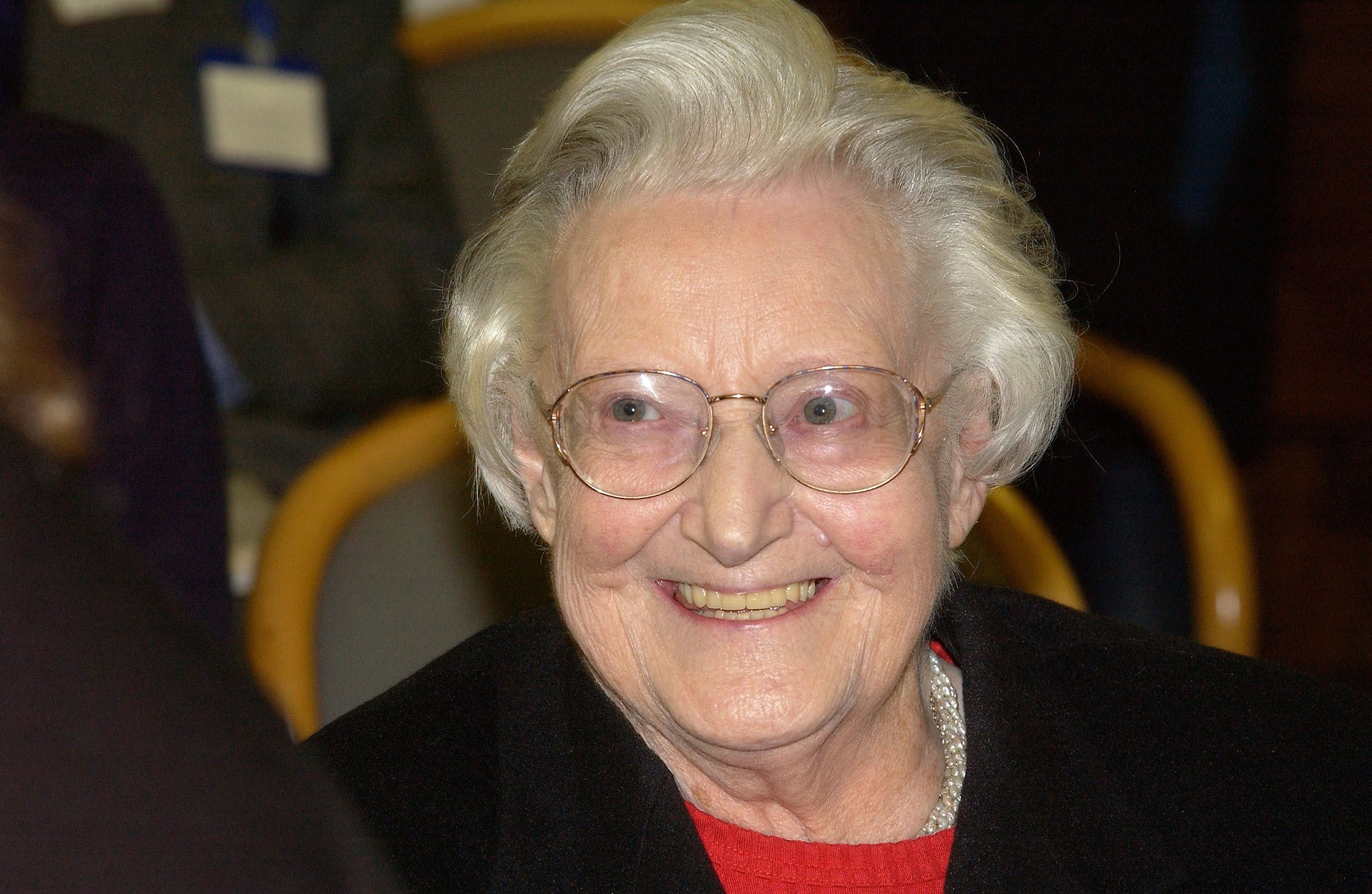
Cicely Saunders (1918–2005)

- Saunders, Clarence (* 1963), bermudischer Hochspringer
- Saunders, Dave (* 1960), US-amerikanischer Volleyballspieler
- Saunders, Dean (* 1964), walisischer Fußballspieler und -trainer
- Saunders, Derek (1928–2018), englischer Fußballspieler
- Saunders, Dorothy (1915–2013), britische Sprinterin
- Saunders, Doug (* 1967), britisch-kanadischer Journalist und Autor
- Saunders, Dylan (* 1987), US-amerikanischer Schauspieler und Sänger
- Saunders, Edith Rebecca (1865–1945), britische Genetikerin, Biologin und Phytotomin
- Saunders, Edward W. (1860–1921), US-amerikanischer Jurist und Politiker
- Saunders, Ernest (* 1935), britischer Wirtschaftskrimineller und ehemaliger Manager
- Saunders, Fernando (* 1957), US-amerikanischer Bassist, Musiker, Sänger, Komponist und Produzent
- Saunders, Flip (1955–2015), US-amerikanischer Basketballtrainer
- Saunders, Frances (* 1954), britische Physikerin
- Saunders, Frances Stonor (* 1966), britische Schriftstellerin
- Saunders, Frederick Albert (1875–1963), kanadischer Physiker
- Saunders, George (1907–1996), britischer Sprinter
- Saunders, George (* 1958), US-amerikanischer SchriftstellerGeorge Saunders (* 1958)

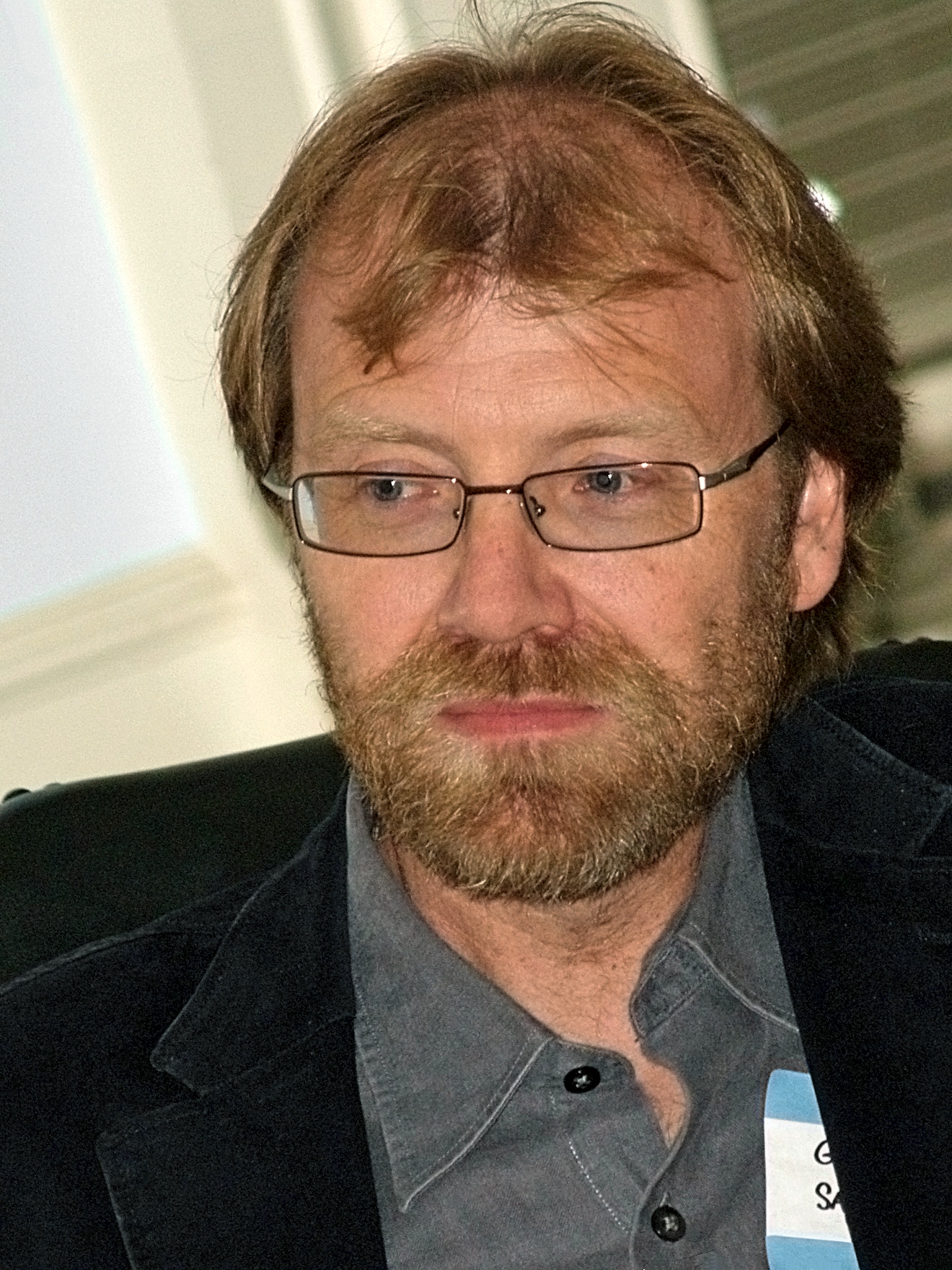
George Saunders (* 1958)

- Saunders, Gertrude (1903–1991), amerikanische Schauspielerin und Sängerin
- Saunders, Gwenno (* 1981), Mitglied der Popband The Pipettes
- Saunders, Hilary Saint George (1898–1951), britischer Schriftsteller
- Saunders, Howard (1835–1907), britischer Ornithologe und Geschäftsmann
- Saunders, Hugh William Lumsden (1897–1987), südafrikanischer Offizier der britischen Royal Air Force
- Saunders, Isaac (1808–1888), US-amerikanischer Politiker
- Saunders, J. Jay (1941–2016), US-amerikanischer Schauspieler
- Saunders, James (1925–2004), britischer Dramatiker
- Saunders, James (1946–1996), US-amerikanischer Balletttänzer und Choreograf
- Saunders, Jan, US-amerikanischer Filmproduzent und Filmschaffender
- Saunders, Jennifer (* 1958), britische Comedienne, Schauspielerin und DrehbuchautorinJennifer Saunders (* 1958)

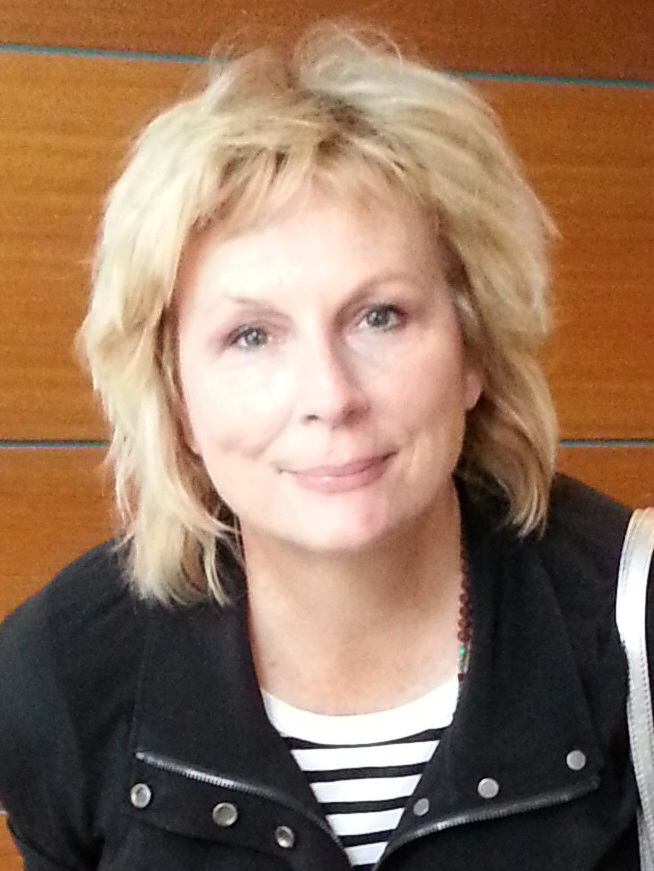
Jennifer Saunders (* 1958)

- Saunders, Joe (* 1983), US-amerikanischer Politiker der Demokratischen Partei
- Saunders, John (1950–2001), US-amerikanischer American-Football-Spieler
- Saunders, John Joseph (1910–1972), britischer Historiker
- Saunders, John Monk (1897–1940), US-amerikanischer Drehbuchautor
- Saunders, Joseph (1773–1853), englischer Druckgraphiker und Hochschullehrer, tätig in Sankt Petersburg, Vilnius und Florenz
- Saunders, Josh (* 1981), puerto-ricanischer Fußballspieler
- Saunders, Kate (1960–2023), britische Schriftstellerin, Schauspielerin und Journalistin
- Saunders, Katharine (1821–1901), südafrikanische botanische Illustratorin
- Saunders, Katy (* 1984), britisch-italienische Schauspielerin und Model
- Saunders, Lanna (1941–2007), US-amerikanische Schauspielerin
- Saunders, Laurence (1519–1555), englischer evangelischer Märtyrer
- Saunders, Leah (* 1993), australische Ruderin
- Saunders, Leslie Howard (1899–1994), 51. Bürgermeister von Toronto
- Saunders, Lew, US-amerikanischer Schauspieler
- Saunders, Margaret Marshall (1861–1947), kanadische Schriftstellerin
- Saunders, Merl (1934–2008), US-amerikanischer Organist
- Saunders, Michael (* 1966), deutscher Fernsehjournalist
- Saunders, Nancy (1925–2020), US-amerikanische Schauspielerin
- Saunders, Nicholas (1938–1998), britischer Entrepreneur, Autor und Aktivist
- Saunders, Nigella (* 1979), jamaikanische Badmintonspielerin
- Saunders, Norman (* 1943), Politiker der Turks- und Caicosinseln
- Saunders, Peggy (1905–1941), britische Tennisspielerin
- Saunders, Peter (1911–2003), englischer Theaterproduzent
- Saunders, Raven (* 1996), US-amerikanische KugelstoßerinRaven Saunders (* 1996)

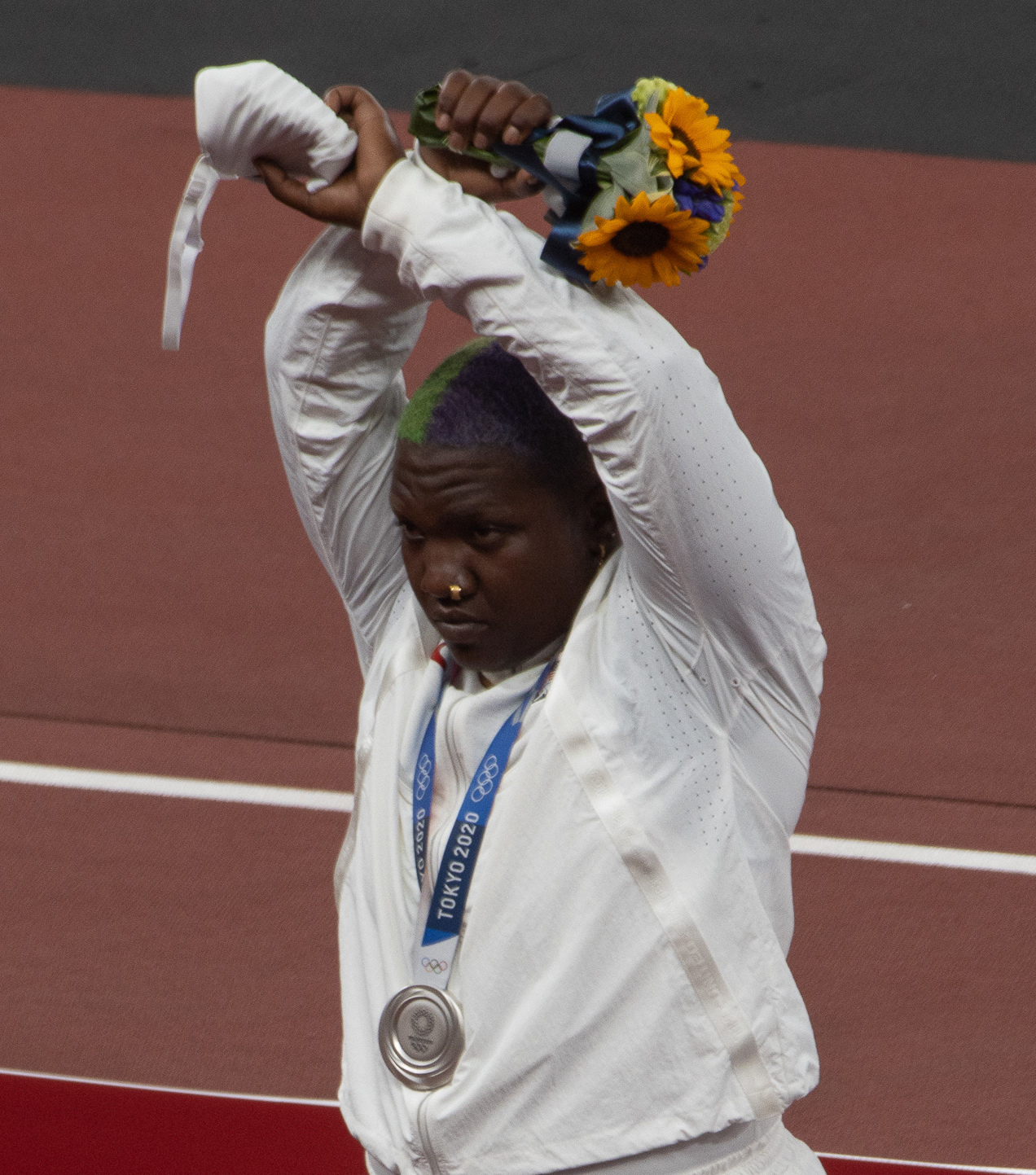
Raven Saunders (* 1996)

- Saunders, Rebecca (* 1967), britische Komponistin
- Saunders, Red (1912–1981), US-amerikanischer Jazz-Schlagzeuger und Bandleader
- Saunders, Red (* 1945), britischer Fotograf und Regisseur; Gründer von Rock Against Racism
- Saunders, Richard (1922–1987), bermudischer Fotograf
- Saunders, Robert Hood (1903–1955), kanadischer Kommunalpolitiker, Bürgermeister von Toronto
- Saunders, Robin (* 1962), amerikanisch-britische Investmentbankerin
- Saunders, Romulus Mitchell (1791–1867), US-amerikanischer Politiker
- Saunders, Ron (1932–2019), englischer Fußballspieler und -trainer
- Saunders, Roy (1930–2009), englischer Fußballspieler
- Saunders, Russ (1906–1987), US-amerikanischer American-Football-Spieler und Regieassistent
- Saunders, Ryan (* 1986), US-amerikanischer Basketballtrainer und ein ehemaliger -spieler
- Saunders, Sha'Keela (* 1993), US-amerikanische Weitspringerin
- Saunders, Sidney (1894–1967), US-amerikanischer Filmtechniker
- Saunders, Stephen (1947–2000), Brigadier der British Army
- Saunders, Tom (1938–2010), US-amerikanischer Jazzmusiker
- Saunders, Townsend (* 1967), US-amerikanischer Ringer
- Saunders, Tricia (* 1966), US-amerikanische Ringerin und Trainerin
- Saunders, William Wilson (1809–1879), britischer Botaniker und Entomologe
- Saunders, Yusuf (* 1997), Fußballspieler von St. Kitts und Nevis
- Saunders, Yvonne (* 1951), kanadische Sprinterin und Mittelstreckenläuferin jamaikanischer Herkunft
- Saunders-Davies, Owen (1901–1959), britischer Autorennfahrer
- Saunders-Sánchez, Scott (* 1959), bolivianischer Skirennläufer
- Saunderson, Kevin (* 1964), US-amerikanischer Musiker und DJ
- Saunderson, Nicholas (1682–1739), englischer Mathematiker
- Sauñe Quicaña, Rómulo (1953–1992), peruanischer evangelischer Pastor und Übersetzer
- Sauneron, Serge (1927–1976), französischer Ägyptologe
- Saunes, Kjetil (* 1962), norwegischer Jazzbassist
- Saunier, Albert (1880–1932), deutscher Diplomat
- Saunier, Claudius (1816–1896), französischer Uhrmacher und Fachlehrer
- Saunier, Guy (* 1934), französischer Neogräzist
- Saunier, Léon (1814–1877), deutscher Buchhändler
- Saunier, Nicole (* 1947), französische Filmeditorin
- Saunier-Seïté, Alice (1925–2003), französische Geographin, Historikerin, Hochschullehrerin und Politikerin
- Saunière, Bérenger (1852–1917), französischer katholischer PfarrerBérenger Saunière (1852–1917)

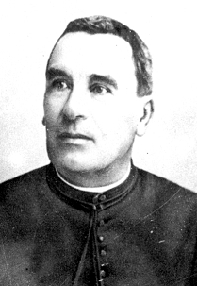
Bérenger Saunière (1852–1917)

- Saunsheim, Eberhard von († 1443), Ordensgeistlicher, Deutschmeister des Deutschen Ordens

### Saup
- Saup, Michael (* 1961), deutscher bildender Künstler auf dem Gebiet der Digitalen Kunst, Filmemacher und Musiker
- Saupe, Alfred (1925–2008), deutscher Physiker
- Saupe, Bernd (* 1949), deutscher Fußballspieler
- Saupe, Bernhard (* 1976), österreichischer Schriftsteller
- Saupe, Carl, deutscher Architekt und Denkmalpfleger
- Saupe, Dietmar (* 1954), deutscher Informatiker und Hochschullehrer, Professor an der Universität Konstanz
- Saupe, Hugo (1883–1957), deutscher Politiker (SPD, USPD, SED), MdR
- Saupe, Max (1889–1945), deutscher Politiker
- Saupe, Walther (* 1892), deutscher Pädagoge
- Sauper, Hubert (* 1966), österreichischer Filmregisseur
- Šauperl, Bian Paul (* 1995), slowenischer Fußballspieler
- Saupert, Hans (1897–1966), deutscher Politiker (NSDAP), MdR und SS-Führer
- Sauppe, Eberhard (1924–2014), deutscher Bibliothekar und Hochschullehrer
- Sauppe, Gustav Albert (1802–1870), deutscher Klassischer Philologe und Gymnasiallehrer
- Sauppe, Hermann (1809–1893), deutscher Klassischer Philologe und Epigraphiker
- Sauprügl, Anton (* 1965), österreichischer Musiker, Mitglied der Global Kryner

### Saur
- Saur, Abraham (1545–1593), Jurist, Historiker und Schriftsteller
- Saur, Anna (1868–1940), deutsche Landschafts- und Porträtmalerin
- Saur, Anton (1913–1991), deutscher Kommunalpolitiker
- Saur, Franz Ignaz, deutscher Zeichner des Barock
- Saur, Greta (1909–2000), deutsche Malerin
- Saur, Joachim (* 1966), deutscher Geophysiker und Weltraumforscher
- Saur, Karl († 1978), deutscher Bauingenieur und Politiker
- Saur, Karl-Otto (1902–1966), deutscher Ingenieur und Amtsleiter im NS-Rüstungsministerium
- Saur, Karl-Otto (* 1944), deutscher Journalist
- Saur, Klaus (1940–2014), deutscher neuapostolischer Geistlicher und Amtsträger
- Saur, Klaus G. (* 1941), deutscher Verleger
- Saur, Markus (* 1974), deutscher evangelischer Hochschullehrer
- Saur, Michael (* 1967), deutscher Schriftsteller
- Saura, Antonio (1930–1998), spanischer Maler
- Saura, Carlos (1932–2023), spanischer Filmregisseur und SchriftstellerCarlos Saura (1932–2023)

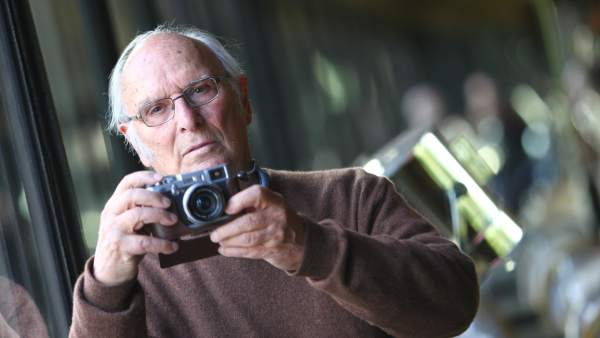
Carlos Saura (1932–2023)

- Saura, Enrique (* 1954), spanischer Fußballspieler
- Saura, José (1901–1966), spanischer Radrennfahrer
- Saura, Vicente (1901–1971), spanischer Fußballspieler
- Saurambajew, Denis (* 1977), kasachischer Dreispringer
- Sauramo, Marit (* 1954), finnische Opern- und Konzertsängerin (Sopran)
- Sauranbajew, Nurlan (* 1967), kasachischer Politiker
- Saurau, Franz Josef von (1760–1832), österreichischer Politiker aus dem Adelsgeschlecht Saurau
- Saurau, Karl von (1587–1648), Landeshauptmann der Steiermark
- Saurav (* 1984), indischer Wrestler und ehemaliger Baseballspieler
- Saurbeck, Stanislaus (1595–1647), deutscher Kapuziner
- Saurbier, Gottfried (1904–1971), deutscher Maler
- Saurborn, Johann (1806–1879), preußischer Kreissekretär und Landrat
- Saure, Inácio (* 1960), mosambikanischer Ordensgeistlicher und römisch-katholischer Erzbischof von Nampula
- Saure, Johann Daniel (1748–1825), deutscher Landwirt, Bürgermeister und Landstand des Fürstentums Waldeck
- Saure, Philipp (1797–1842), deutscher Landwirt, Bürgermeister und Politiker
- Saure, Wilhelm (1899–1951), deutscher Jurist und Politiker (NSDAP, FDP), SS-Führer, MdL
- Sauren, Eckhard (* 1971), deutscher Fondsmanager
- Sauren, Tenho (1926–2001), finnischer Schauspieler und Komiker
- Saurer, Adolph (1841–1920), Schweizer Unternehmer
- Saurer, Andreas (* 1963), Schweizer Autor und Journalist
- Saurer, Anton (1835–1872), Schweizer Unternehmer
- Saurer, Bernd (* 1974), österreichischer Politiker (FPÖ)
- Saurer, Christoph (* 1986), österreichischer Fußballspieler
- Saurer, Daniel (* 2001), österreichischer Fußballspieler
- Saurer, Edith (1942–2011), österreichische Historikerin
- Saurer, Franz (1806–1882), Schweizer Unternehmer
- Saurer, Gerry (1945–1992), österreichischer Fußballtrainer und Hotelier
- Saurer, Hippolyt (1878–1936), Schweizer Fabrikant
- Saurer, Johannes (* 1953), deutscher Illustrator, Karikaturist und Cartoonist
- Saurer, Johannes (* 1975), deutscher Jurist und Hochschullehrer
- Saurer, Karl (1943–2020), Schweizer Filmemacher, Regisseur, Autor
- Saurer, Otto (1943–2020), italienischer Politiker (SVP)
- Sauret, Émile (1852–1920), französischer Violinist, Pädagoge und Komponist der Romantik
- Sauret, Henriette (1890–1976), französische Schriftstellerin und Feministin
- Saurette, Kevin (* 1980), kanadischer Eishockeyspieler
- Saurí, Carlos (* 1974), puerto-ricanischer Gewichtheber
- Sauria, Charles Marc (1812–1895), französischer Chemiker
- Säurich, Paul, Chemnitzer Schuldirektor und Botaniker
- Saurin, Alexei Iwanowitsch (* 1950), russischer Politiker, Bürgermeister von Balakowo
- Saurin, Bernard-Joseph (1706–1781), französischer Anwalt, Dichter und Dramatiker
- Saurin, Joseph (1659–1737), französischer Mathematiker und konvertierter evangelischer Pfarrer
- Saurin, Wolfgang (* 1955), deutscher Politiker (CDU), MdB
- Saurina, Guillaume (* 1981), französischer Handballspieler und -trainer
- Saurine, Jean Pierre (1733–1813), französischer Kleriker
- Saurma von der Jeltsch, Anton (1836–1900), deutscher Diplomat
- Saurma, Friedrich von (1908–1961), deutschamerikanischer Luft- und Raumfahrtingenieur
- Saurma, Johannes von (1851–1916), deutscher Gutsbesitzer und Politiker
- Saurma, Max von (1836–1909), deutscher Gutsbesitzer und Politiker
- Saurma-Jeltsch, Anton Johannes von (1832–1891), schlesischer Rittergutsbesitzer und preußischer Hofbeamter
- Saurma-Jeltsch, Arthur von (1831–1878), deutscher Politiker, MdR
- Saurma-Jeltsch, Douglas Graf von (* 1966), deutscher Betriebswirt
- Saurma-Jeltsch, Gustav von (1824–1885), deutscher Herrschaftsbesitzer und Politiker (Zentrum), MdR
- Saurma-Jeltsch, Johann Georg von (1842–1910), deutscher Fideikommissbesitzer und Politiker, MdR
- Saurma-Jeltsch, Lieselotte E. (* 1946), Schweizer Kunsthistorikerin und emeritierte Universitätsprofessorin
- Saurmag I., zweiter König von Iberien
- Sauro, Gastón (* 1990), argentinischer Fußballspieler
- Sauro, Nazario (1880–1916), italienischer MarineoffizierNazario Sauro (1880–1916)

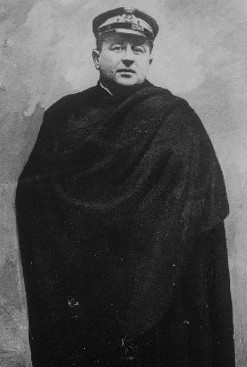
Nazario Sauro (1880–1916)

- Saurwein, Robert A. (1907–1942), österreichischer Maler und Grafiker
- Saury, Alain (1932–1991), französischer Schauspieler und Schriftsteller
- Saury, Julie (* 1972), französische Jazzmusikerin (Schlagzeug, Perkussion)
- Saury, Maxim (1928–2012), französischer Klarinettist und Bandleader

### Saus
- Sausa, Abd ar-Razzaq as-, Staatsoberhaupt von Libyen
- Sausele, Heinz (1862–1938), deutscher Heimatdichter, Lyriker, Lehrer und Volkstumsforscher
- Sausen, Franz (1810–1866), deutscher Theologe
- Sausen, Hermann-Josef (* 1950), deutscher Diplomat
- Sauseng, Wolfgang (* 1956), österreichischer Komponist, Organist und Dirigent
- Sauser, Christoph (* 1976), Schweizer Mountainbiker
- Sauser, Ekkart (1933–2019), deutscher römisch-katholischer Priester, Theologe und Kirchenhistoriker
- Sauser, Gustav (1899–1968), österreichischer Anatom und Professor für Anatomie
- Sauser, Michael (1973–2016), Schweizer Jurist und Sänger
- Sauser-Im Obersteg, Agnes (1926–2017), Schweizer Betriebswirtschafterin und Politikerin
- Šaušgamuwa, König von Amurru
- Sausgruber, Herbert (* 1946), österreichischer Politiker (ÖVP), Landeshauptmann von VorarlbergHerbert Sausgruber (* 1946)

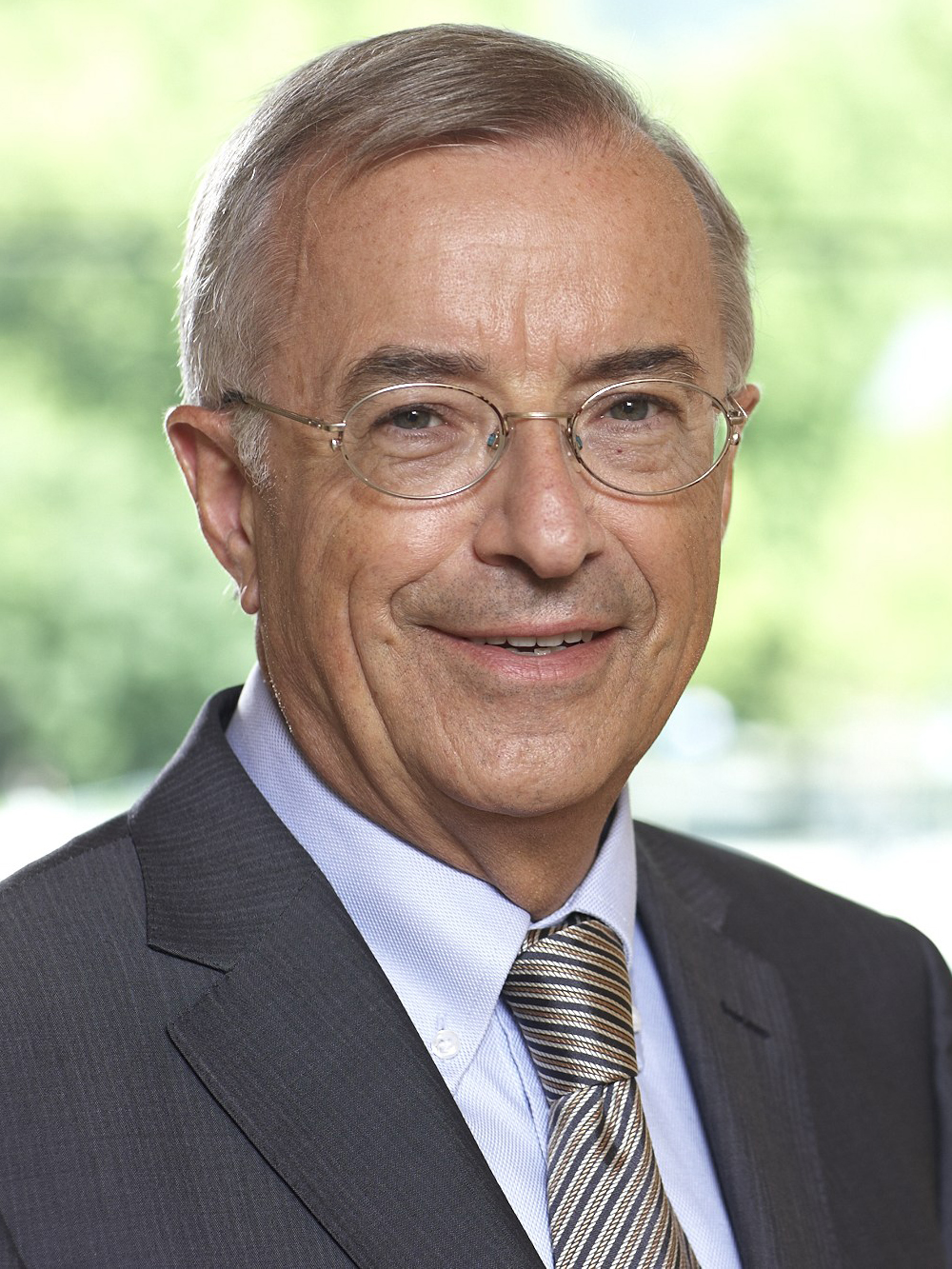
Herbert Sausgruber (* 1946)

- Sausgruber, Rupert (* 1968), österreichischer Wirtschaftswissenschaftler
- Sausin, Benno von (1809–1888), preußischer Generalmajor
- Sausmikat, Eduard (1911–1999), deutscher Fußballspieler und -trainer
- Sauso, Jukka (* 1982), finnischer Fußballspieler
- Sauss, Romans (* 1989), lettischer Volleyballspieler
- Saussé, Anicet (* 1969), französischer Fußballspieler
- Sausse, Honoré (1891–1936), französischer Bildhauer
- Saussen, Edmund (* 1927), deutscher Schauspieler bei Bühne, Film und Fernsehen
- Sausset, Frédéric (* 1969), französischer Unternehmer und Autorennfahrer
- Saussez, Amélie (* 1988), belgische Leichtathletin
- Saussier, Félix Gustave (1828–1905), französischer General und Politiker, Mitglied der Nationalversammlung
- Saussier, Gilles (* 1965), französischer Fotograf, Konzeptkünstler und Hochschullehrer
- Saussois, Patrick (1954–2012), französischer Jazzgitarrist
- Saussure, César de (1705–1783), Schweizer Reiseschriftsteller
- Saussure, Ferdinand de (1857–1913), Schweizer SprachwissenschaftlerFerdinand de Saussure (1857–1913)

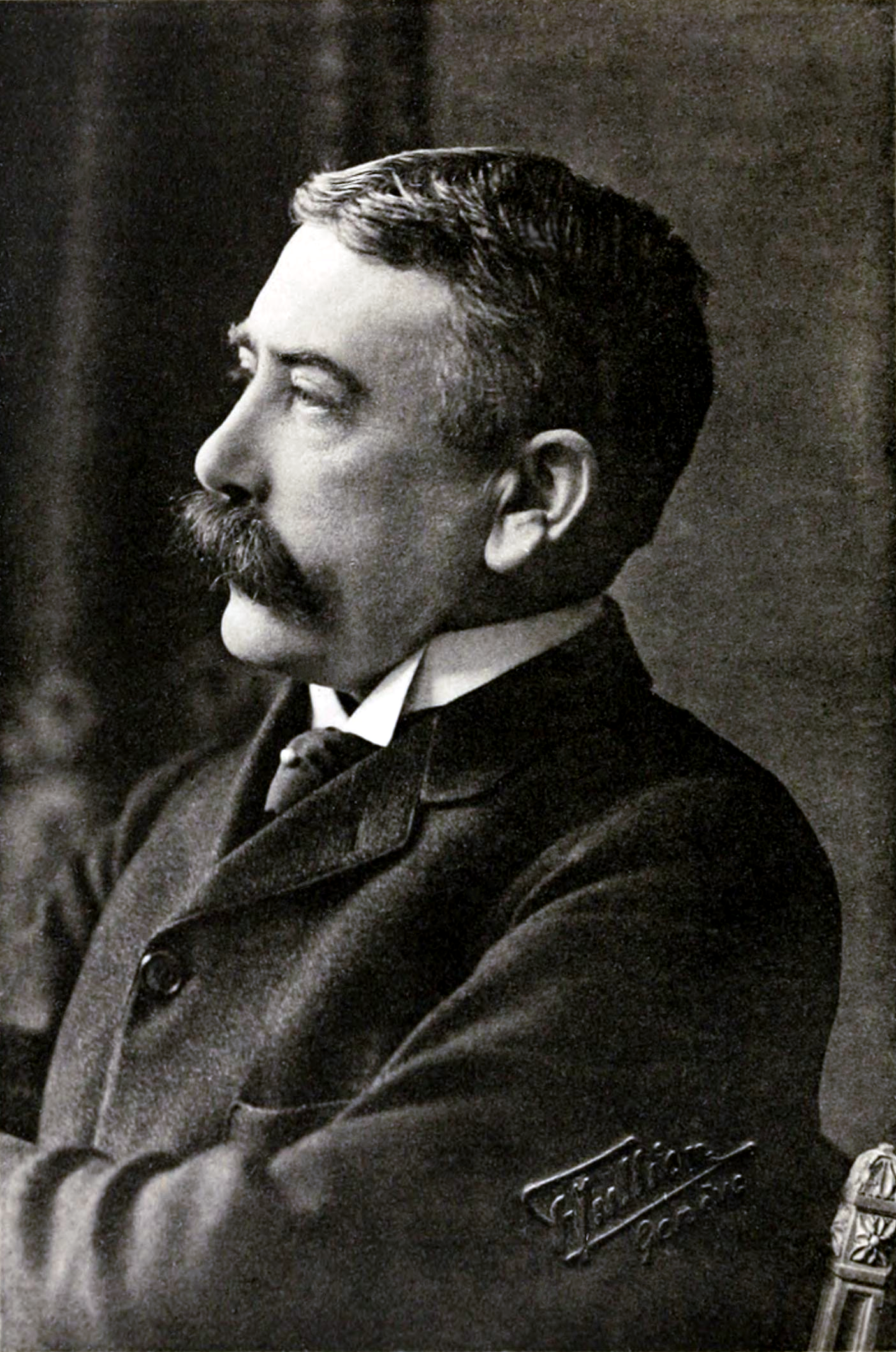
Ferdinand de Saussure (1857–1913)

- Saussure, Henri de (1829–1905), Schweizer Mineraloge und Entomologe
- Saussure, Horace Bénédict de (1740–1799), Schweizer Naturforscher
- Saussure, Horace de (1859–1926), Schweizer Landschafts- und Porträtmaler der Düsseldorfer Schule
- Saussure, Jacques Necker-de (1767–1825), Genfer Botaniker, Hauptmann und Politiker
- Saussure, Jean de (1899–1977), US-amerikanisch-schweizerischer evangelischer Geistlicher und Hochschullehrer
- Saussure, Léopold de (1866–1925), Schweizer Sinologe, Seeoffizier und Astronomiehistoriker
- Saussure, Nicolas Théodore de (1767–1845), Schweizer Naturforscher
- Saussure, Raymond de (1894–1971), Schweizer Psychoanalytiker
- Saussure, René de (1868–1943), Schweizer Mathematiker, Linguist und Esperantist
- Sauštatar, König von Mittani

### Saut
- Saúte, Nelson (* 1967), mosambikanischer Schriftsteller
- Sauter, A. W. (1911–1961), deutscher Grafiker
- Sauter, Achim (* 1946), deutscher Schauspieler
- Sauter, Albert (1846–1896), Schweizer Apotheker, pharmazeutischer Unternehmer, Politiker (FDP) und Herausgeber
- Sauter, Alfred (* 1950), deutscher Politiker (CSU), MdL, MdB, bayerischer JustizministerAlfred Sauter (* 1950)

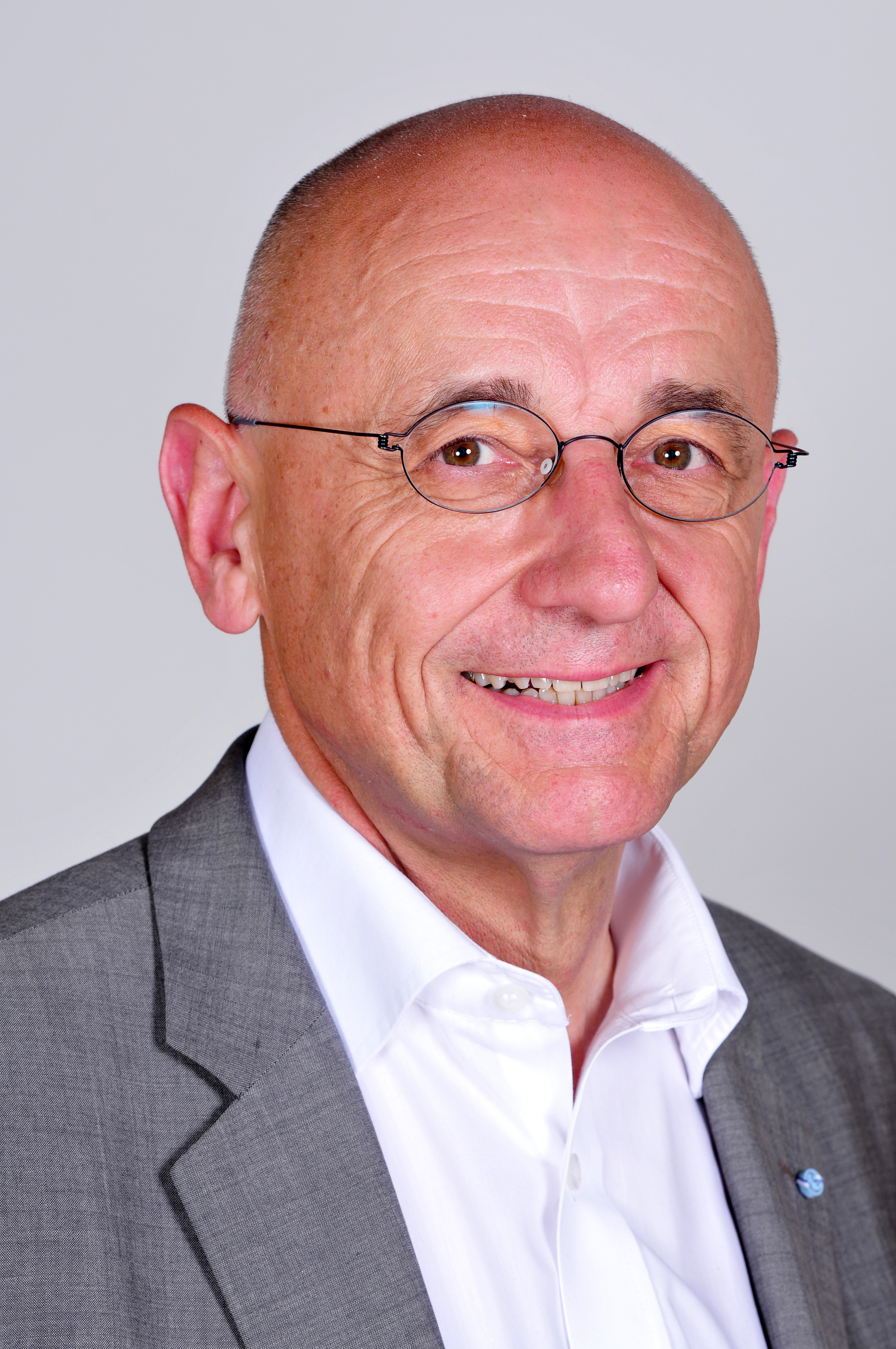
Alfred Sauter (* 1950)

- Sauter, Andreas (* 1974), Schweizer Theaterautor und Regisseur
- Sauter, Anton (1800–1881), österreichischer Botaniker und Mediziner
- Sauter, Anton (* 1942), Schweizer Badmintonspieler
- Sauter, Benedikt (1835–1908), deutscher Abt des Prager Emausklosters
- Sauter, Christian (* 1980), deutscher Politiker (FDP)
- Sauter, Christian (* 1988), deutscher Fußballspieler
- Sauter, Christoph (* 1991), deutscher Fußballspieler
- Sauter, Eddie (1914–1981), US-amerikanischer Arrangeur, Bandleader und Trompeter
- Sauter, Elke (* 1970), deutsche Fußballspielerin
- Sauter, Ernest (1928–2013), deutscher Komponist
- Sauter, Ferdinand (1804–1854), österreichischer DichterFerdinand Sauter (1804–1854)

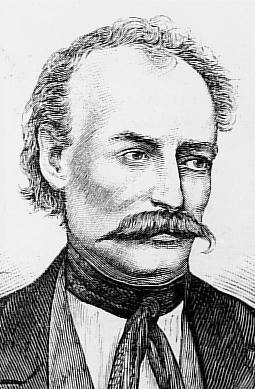
Ferdinand Sauter (1804–1854)

- Sauter, Frank (* 1958), deutscher Politiker (CDU), MdL
- Sauter, Franz (1928–2019), deutscher Politiker (CDU), MdB
- Sauter, Friedrich (1930–2020), österreichischer Chemiker und Hochschullehrer
- Sauter, Fritz († 1958), deutscher Jurist
- Sauter, Fritz (1906–1983), österreichischer Physiker und Hochschullehrer
- Sauter, Fritz (1915–1984), deutscher Sammler von Fossilien, Geologe und Paläontologe
- Sauter, Georg (1866–1937), deutscher Maler und Zeichner
- Sauter, Gerhard (* 1935), deutscher evangelischer Theologe und Hochschullehrer
- Sauter, Hans (1871–1943), deutscher Entomologe
- Sauter, Hans (1925–2014), österreichischer Kunstturner und Trainer
- Sauter, Heinz von (1910–1988), österreichischer Übersetzer, Schriftsteller und Ingenieur der Elektrotechnik
- Sauter, Hermann (1907–1985), deutscher Bibliothekar
- Sauter, Ilan (* 2001), schweizerisch-US-amerikanischer Fussballspieler
- Sauter, Jeremias (1650–1709), Salzburger Hofuhrmacher
- Sauter, Jim (* 1953), US-amerikanischer Jazz- und Improvisationsmusiker (Saxophone, Elektronik)
- Sauter, Joachim (1959–2021), deutscher Medienkünstler und -gestalterJoachim Sauter (1959–2021)

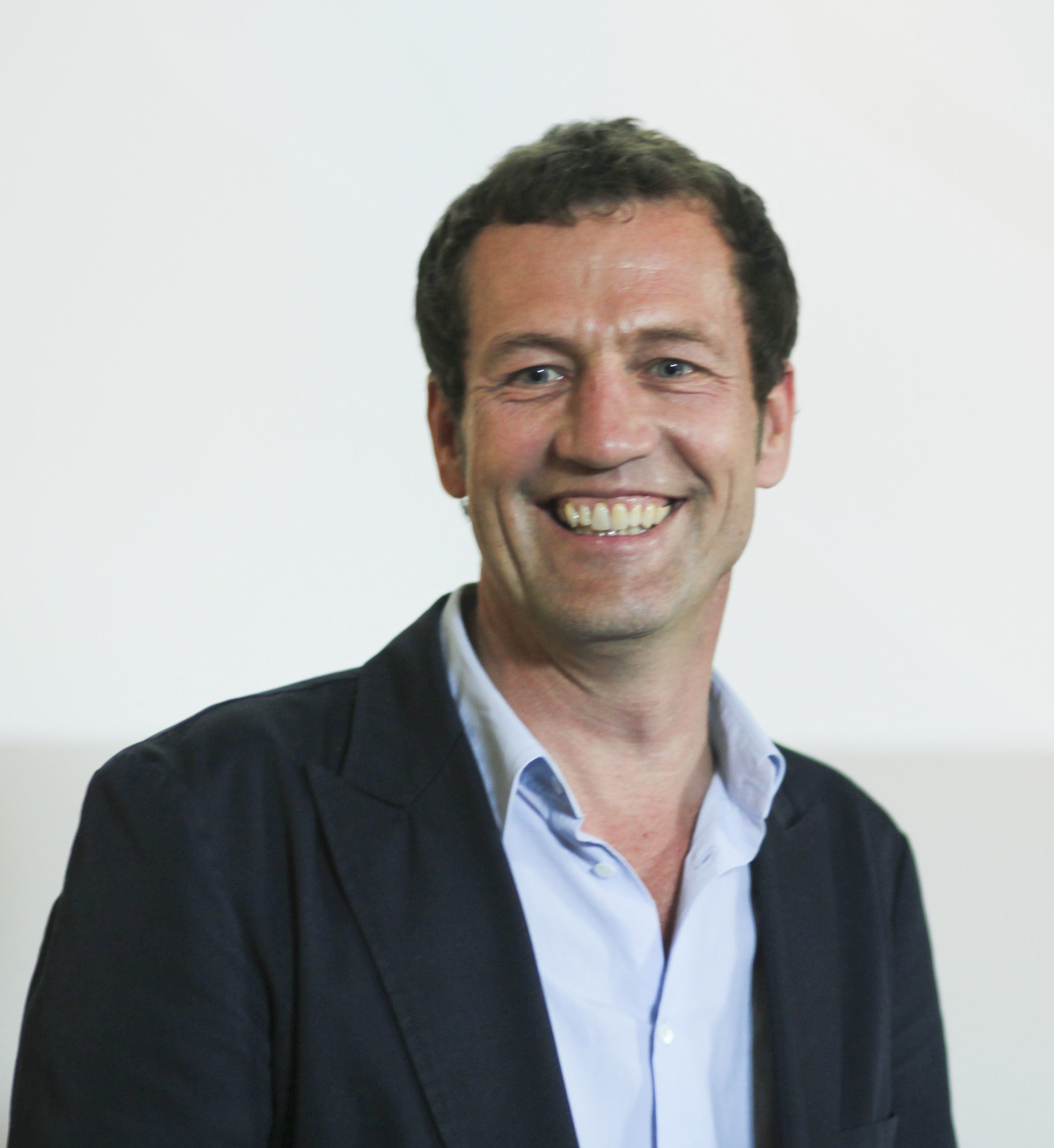
Joachim Sauter (1959–2021)

- Sauter, Johann Melchior (1686–1746), deutscher Pfarrherr, Doktor und Dekan
- Sauter, Johann Nepomuk (1766–1840), Mediziner und Chirurg
- Sauter, Johann Ulrich (1752–1824), Schweizer Politiker
- Sauter, Johannes (1891–1945), deutscher Rechtsphilosoph
- Sauter, John (* 1984), deutscher Rapper und Schriftsteller
- Sauter, Jonathan (1549–1612), württembergischer Modist, Schreib- und Rechenmeister, sowie Zeichner und Kupferstecher
- Sauter, Josef Anton (1742–1817), deutscher Kirchenrechtler
- Sauter, Julia (* 1997), rumänische Eiskunstläuferin
- Sauter, Karl von (1839–1902), deutscher Architekt und württembergischer Baubeamter
- Sauter, Lilly von (1913–1972), österreichische Dichterin, Lyrikerin und Übersetzerin
- Sauter, Marina (* 1997), deutsche BiathletinMarina Sauter (* 1997)

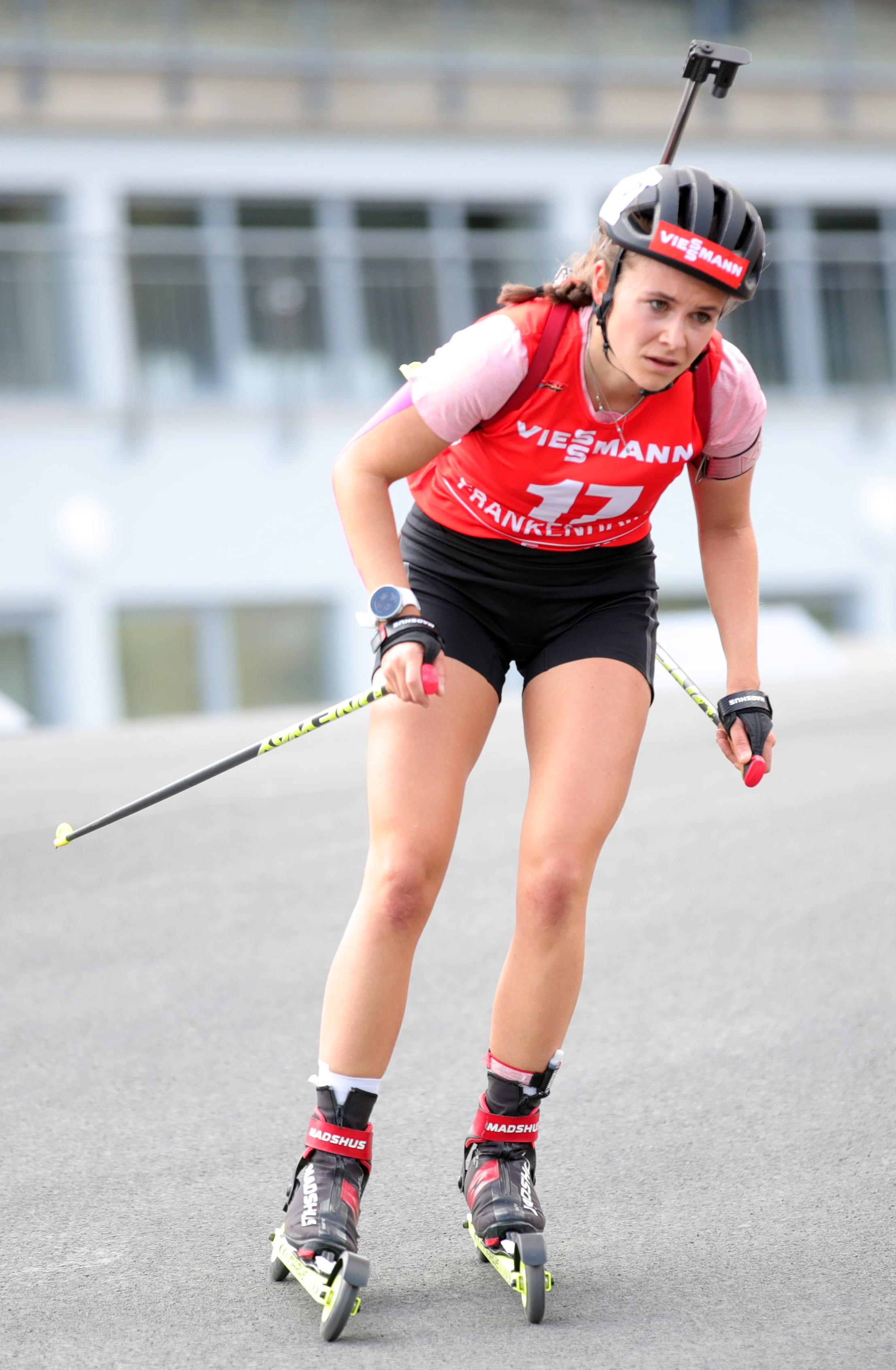
Marina Sauter (* 1997)

- Sauter, Maureen (* 1986), deutsches Model und Schauspielerin
- Sauter, Michael (* 1976), Schweizer Musiker und Komponist
- Sauter, Moritz (* 2003), deutscher Handballspieler
- Sauter, Nelly (1959–2021), Schweizer Fußballspielerin
- Sauter, Niklas (* 2003), deutscher Fußballspieler
- Sauter, Otto (* 1961), deutscher Trompeter
- Sauter, Paul (1840–1908), deutscher Buchdrucker und Verleger
- Sauter, Paul (* 1947), deutscher Fußballspieler und -trainer
- Sauter, Peeter (* 1962), estnischer Schriftsteller
- Sauter, Regine (* 1966), Schweizer Politikerin (FDP.Die Liberalen)
- Sauter, Robert (1850–1927), österreichischer Fleischer- und Selchermeister (Gewerbetreibender)
- Sauter, Rudolf (1925–2013), deutscher Pädagoge, Philologe, Mundartdichter und Hochschullehrer
- Sauter, Samuel Friedrich (1766–1846), deutscher Dorfschullehrer und VolksdichterSamuel Friedrich Sauter (1766–1846)

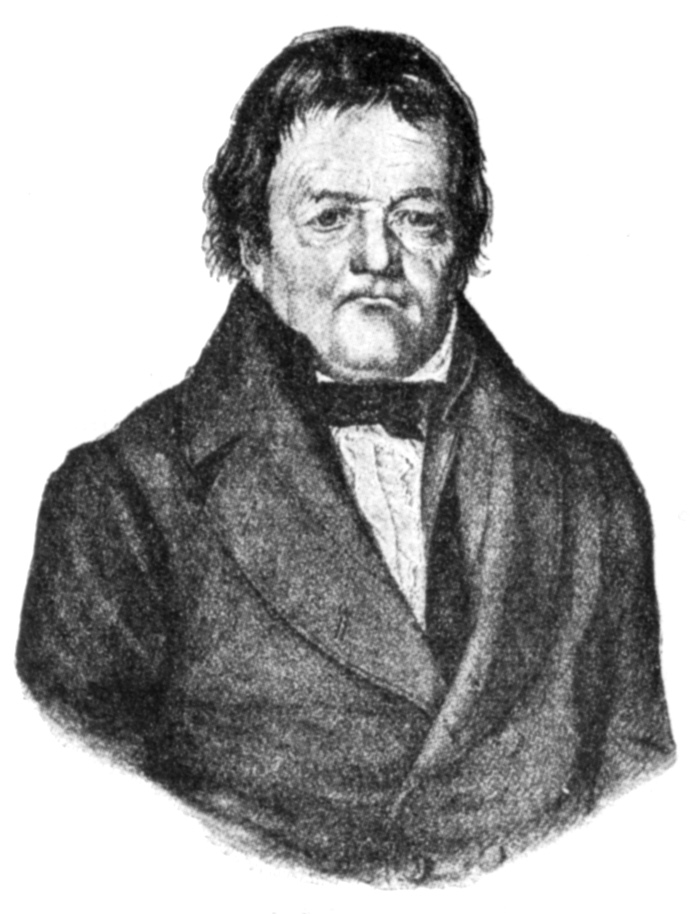
Samuel Friedrich Sauter (1766–1846)

- Sauter, Siegfried (1916–2008), deutscher Fotograf und Polarforscher
- Sauter, Stefan (* 1964), deutscher Mathematiker
- Sauter, Tobias (* 1983), deutscher Marathonläufer
- Sauter, Tomas (* 1974), Schweizer Jazzmusiker
- Sauter, Ueli (* 1941), Schweizer Bestattungsunternehmer
- Sauter, Werner (* 1950), deutscher Pädagoge, Dozent und Sachbuchautor
- Sauter, Wilhelm (1896–1948), deutscher Maler und Zeichner
- Sauter, Willi (1928–2020), Schweizer Entomologe
- Sauter-Bailliet, Theresia (* 1932), deutsche Sprachwissenschaftlerin und Feministin
- Sauter-Sarto, Otto (1889–1958), deutscher Schauspieler
- Sautereau, Jacques (1860–1936), französischer Krocketspieler
- Sauterleute, Joseph (1793–1843), deutscher Porzellan- und Glasmaler
- Sautermeister, Christine, deutsch-französische Philologin, Lehrbuchautorin, Essayistin und Übersetzerin aus dem Französischen
- Sautermeister, Gert (* 1940), deutscher Literaturwissenschaftler
- Sautermeister, Jochen (* 1975), deutscher katholischer Moraltheologe
- Sautermeister, Renate (1937–2012), deutsche Malerin und Grafikerin
- Sautet, Claude (1924–2000), französischer Drehbuchautor und Filmregisseur
- Sauthier, Anthony (* 1991), Schweizer Fußballspieler
- Sauthoff, August (1876–1950), US-amerikanischer Arzt und Psychiater
- Sauthoff, Friedrich (1905–1994), deutscher Maschinenbauingenieur
- Sauthoff, Gerhard (* 1939), deutscher Physiker und Metallurg
- Sauthoff, Harry (1879–1966), US-amerikanischer Rechtsanwalt und Politiker
- Sauthoff, Heinrich (1828–1889), deutscher Stadtkämmerer und Sparkassenleiter
- Sauthoff, Michael (* 1954), deutscher Richter
- Sautier, Christian (1780–1853), deutscher Kaufmann, Bankier, Ehrenstadtrat in Freiburg und Mitglied des Badischen Landtages
- Sautier, Heinrich (1746–1810), deutscher Jesuit und Stifter
- Sautin, Dmitri Iwanowitsch (* 1974), russischer Wasserspringer
- Sautner, Erich (* 1991), deutscher Fußballspieler
- Sautner, Franz (1872–1945), österreichischer Bildhauer
- Sautner, Lyane (* 1973), österreichische Rechtswissenschaftlerin und Universitätsprofessorin
- Sautner, Thomas (* 1970), österreichischer Maler und SchriftstellerThomas Sautner (* 1970)

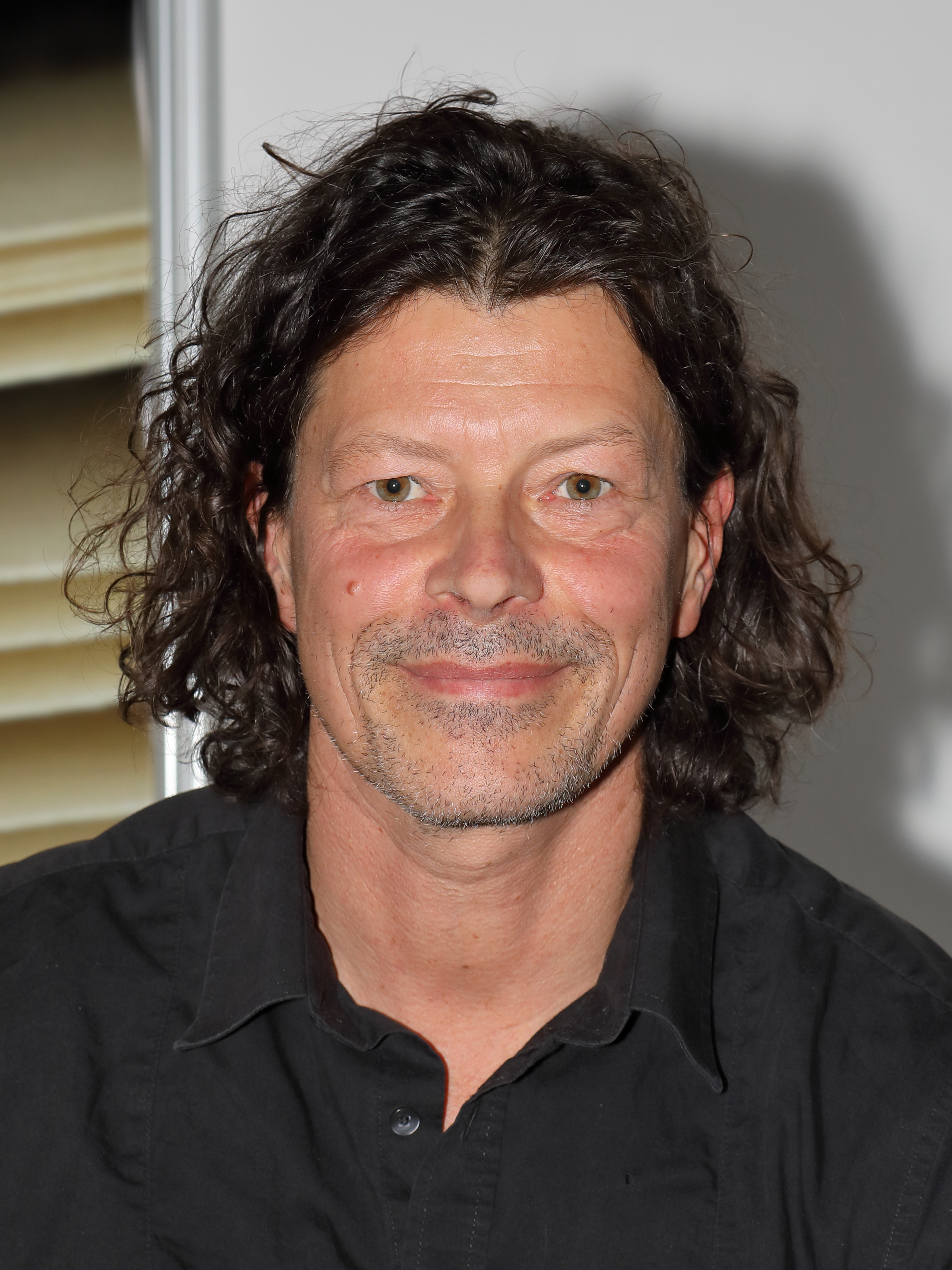
Thomas Sautner (* 1970)

- Sautner, Zacharias (* 1979), deutscher Wirtschaftswissenschaftler und Hochschullehrer
- Sauto Arana, Agustín (1908–1986), spanischer Fußballspieler
- Sautoy, Marcus du (* 1965), britischer Mathematiker
- Sautter de Hotzen, Gerda (1921–2009), deutsche Bildhauerin, Porträt-Medailleurin und Krankenschwester
- Sautter, Adolf (1872–1956), deutscher Bildhauer
- Sautter, Christian (* 1940), französischer Politiker
- Sautter, Emil (1864–1954), Schweizer Dramatiker
- Sautter, Erich (1905–1991), deutscher Lagerzahnarzt im KZ Auschwitz und SS-Hauptsturmführer
- Sautter, Günter (* 1973), deutscher politischer Beamter und Diplomat
- Sautter, Guy (1886–1961), englisch-schweizerischer Badmintonspieler
- Sautter, Hannes (1931–2012), deutscher Sanitätsoffizier
- Sautter, Hans (1877–1961), deutscher Bildhauer und Hochschullehrer
- Sautter, Hans (1912–1984), deutscher Ophthalmologe
- Sautter, Hermann (* 1938), deutscher Ökonom und Hochschullehrer, Professor für Volkswirtschaftstheorie und Entwicklungsökonomik
- Sautter, Jakob Friedrich (1860–1913), deutscher Kaufmann und Ausgräber
- Sautter, Karl (1872–1960), deutscher Verwaltungsbeamter
- Sautter, Leopold (1897–1979), deutscher Architekt, Fachmann für Wärmeschutz und Schallschutz im Hochbau
- Sautter, Nicola (* 1969), deutsche Ernährungsberaterin, Bestsellerautorin, TV-Gesundheitsexpertin, Heilpraktikerin und Physiotherapeutin
- Sautter, Udo (1934–2019), deutscher Historiker, Hochschullehrer und Sachbuchautor

### Sauv
- Sauvage, Aloïse (* 1992), französische Schauspielerin und Sängerin
- Sauvage, Camille (1910–1981), französischer Klarinettist, Bandleader, Filmkomponist und Arrangeur
- Sauvage, Catherine (1929–1998), französische Chansonnière und Schauspielerin
- Sauvage, Corinne, französische Schlager- und Chansonsängerin
- Sauvage, Denis (1520–1587), französischer Historiograph und Übersetzer
- Sauvage, François Clément (1814–1872), französischer Ingenieur und Geologe
- Sauvage, Frédéric (1786–1857), französischer Ingenieur und Erfinder
- Sauvage, Henri (1873–1932), französischer Architekt
- Sauvage, Jacqueline (1947–2020), wegen Mordes verurteilte Französin
- Sauvage, Jean Pierre (1699–1780), niederländischer Porträtmaler
- Sauvage, Jean-Pierre (* 1944), französischer Chemiker
- Sauvage, Laurane (* 1994), französische Biathletin
- Sauvage, Léo (1915–1988), französischer Journalist und Autor
- Sauvage, Louise (* 1973), australische Leichtathletin
- Sauvage, Paul (1939–2019), französischer Fußballspieler
- Sauvageau, Benoît (1963–2006), kanadischer Politiker des Bloc Québécois
- Sauvageot, Aurélien (1897–1988), französischer Finnougrist, Romanist und Sprachwissenschaftler
- Sauvageot, Marcelle (1900–1934), französische Schriftstellerin und Lehrerin
- Sauvagerd, Karl (1906–1992), deutscher Schneidermeister, Dichter und Romanautor sowie Heimatforscher
- Sauvagnargues, Jean (1915–2002), französischer Diplomat und Politiker
- Sauvaire, Jean-Pierre (* 1948), französischer Kameramann
- Sauval, Henri († 1676), französischer Anwalt und Historiker
- Sauval, Jacques, uruguayischer Tennisspieler
- Sauvan, Gilbert (1956–2017), französischer Politiker, Mitglied der Nationalversammlung
- Sauvant, Chantal (* 2002), deutsche Tennisspielerin
- Sauvant, Jean-Marc (1927–2012), Schweizer Beamter
- Sauvant, Walter (1890–1963), deutscher Generalmajor der Wehrmacht
- Sauvé, Bob (* 1955), kanadischer Eishockeyspieler
- Sauve, Charlotte de Beaune-Semblançay, comtesse de (1551–1617), Mätresse des französischen Königs Heinrich IV.
- Sauvé, Jean-François (* 1960), kanadischer Eishockeyspieler
- Sauvé, Jeanne (1922–1993), kanadische Journalistin und Politikerin, erste Generalgouverneurin von Kanada
- Sauvé, Maurice (1923–1992), kanadischer Politiker
- Sauvé, Maxime (* 1990), kanadischer Eishockeyspieler
- Sauvé, Paul (1907–1960), kanadischer Politiker, Premierminister von Québec
- Sauvé, Philippe (* 1980), US-amerikanischer Eishockeytorwart
- Sauveplane, Valérian (* 1980), französischer Sportschütze
- Sauvestre, Charles Léon Stephen (1847–1919), französischer Architekt
- Sauveur, Albert (1863–1939), amerikanischer Metallurg
- Sauveur, Joseph (1653–1716), französischer Wissenschaftler, Begründer der wissenschaftlichen Akustik
- Sauveur, Madeleine (1951–2023), deutsche Kabarettistin und Sängerin
- Sauvey, Sarah (* 1983), britisch-australische Freestyle-Skisportlerin
- Sauvigny, Andrea (* 1960), deutsche Volleyball-Nationalspielerin
- Sauvigny, Friedrich (* 1953), deutscher Mathematiker und Hochschullehrer
- Sauvigny, Josef Paul (1875–1967), deutscher Politiker (Zentrum, NSDAP)
- Sauvin, Thomas, französischer Fotosammler und Künstler
- Sauvion, Serge (1929–2010), französischer Filmschauspieler, Synchronsprecher und Theaterschauspieler
- Sauvourel, Chloé (* 2000), zentralafrikanische Schwimmerin
- Sauvy, Alfred (1898–1990), französischer Demograph, Ethnologe und Wirtschaftshistoriker

### Saux
- Saux, Anthony (* 1991), französischer Radrennfahrer

### Sauz
- Sauzay, Brigitte (1947–2003), französische Dolmetscherin
- Sauze, Victoria (* 1991), argentinische Hockeyspielerin
- Sauzée, Franck (* 1965), französischer Fußballspieler
- Sauzereau, Benjamin (* 1984), französischer Musiker (Gitarre, Komposition)
- Sauzier, Théodore (1829–1904), französischer Notar, Gelehrter und Naturforscher